# Jurská otázka

Sedm okresů Jury

Znak kantonu Jura

Jurská otázka, případně otázka Jury (francouzsky Question jurassienne, německy Jurafrage), známá také jako jurský konflikt (francouzsky Conflit du Jura, německy Jurakonflikt), je politický spor v oblasti Jury na severozápadě Švýcarska. Od 19. století je chápán jako problém menšin, vyplývající z připojení bývalého basilejského knížecího biskupství k převážně německy mluvícímu kantonu Bern a z toho vyplývající závislosti francouzsky mluvícího obyvatelstva. Konflikt se vyostřil v polovině 20. století a vyvrcholil vytvořením kantonu Jura na severu regionu, zatímco Bernský Jura na jihu zůstal kantonu Bern. Za součást jurské otázky v širším slova smyslu se počítá i začlenění oblasti Laufentalu do kantonu Basilej-venkov, i když zde byly příčiny jiné.
V roce 1815 Vídeňský kongres připojil území knížecího biskupství Basilej ke kantonu Bern. Ve dvacátých letech 19. století se pod liberálním vlivem začaly probouzet separatistické snahy. O pět desetiletí později se katolicko-konzervativní kruhy postavily proti bernské náboženské politice během sporu o náboženství (švýcarské verze Kulturkampfu), což vedlo k odcizení mezi katolickým Severním Jurou a reformovaným Jižním Jurou. Odpor proti pokusům o germanizaci však byl mezidenominační. Tzv. Moeckliho aféra v roce 1947 byla důležitým spouštěčem jurské otázky a rozbuškou separatistického hnutí. Vedla k dlouhodobému napětí mezi separatistickým hnutím Rassemblement jurassien („Jurské shromáždění“) na jedné straně a bernskou kantonální vládou a protiseparatistickou skupinou Force démocratique („Demokratická síla“) na straně druhé. Jurský konflikt vyvrcholil v šedesátých letech 20. století, kdy extremistická organizace Front de libération jurassien („Fronta za jurské osvobození“) provedla několik žhářských a bombových útoků.
S cílem dosáhnout mírového řešení konfliktu se od roku 1970 konalo několik referend. V červnu 1974 bylo schváleno vytvoření nového kantonu, zatímco v roce 1975 jižní část regionu hlasovala o tom, že zůstane součástí Bernu. Kanton Jura, který vznikl 1. ledna 1979, tak zahrnoval pouze tři okresy na severu. Laufental, jenž se stal exklávou, v roce 1983 původně odmítl přechod do kantonu Basilej-venkov. Hlasování se však muselo v roce 1989 opakovat, a poté se Laufental rovněž oddělil. Kantony Bern a Jura pak hledaly konečné politické řešení a vytvořily Mezijurské shromáždění, které existovalo v letech 1994–2017. Návrh na znovusjednocení kantonu Jura s Bernským Jurou v roce 2013 neuspěl, ale Moutier, největší město v Bernském Jurovi, hlasovalo v roce 2021 pro změnu kantonu.

## Pozadí konfliktu

### Jura jako součást basilejského knížecího biskupství

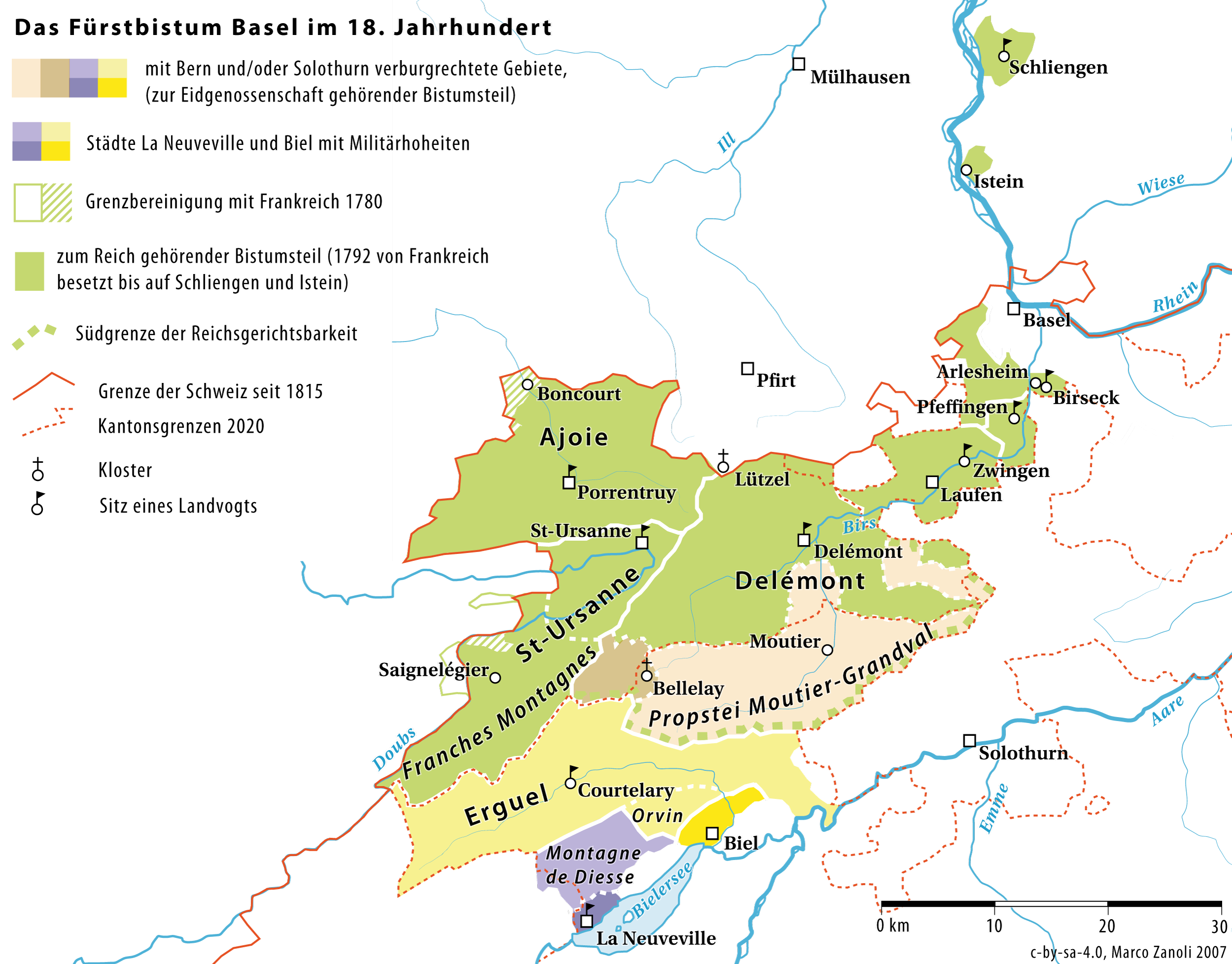
Území knížecího biskupství Basilej v 18. století

V roce 999 daroval Rudolf III. Burgundský basilejskému biskupovi opatství Moutier-Grandval. Tento dar se stal základem pro rozšíření basilejského knížecího biskupství do převážně francouzsky mluvících oblastí Jury. Území se rozkládalo od Basileje až po Bielské jezero. Nedostatek finančních prostředků a tlak měst způsobily, že od 14. století světská moc knížecích biskupů slábla. Zatímco město Basilej si začalo budovat vlastní oblast vlivu, město a republika Bern rozšiřovaly svůj vliv v jižním Jurovi prostřednictvím smluv o hradních právech. Uprostřed překrývajících se panovnických práv získal jižní Jura určitou míru autonomie a potlačil vliv knížecích biskupů. To umožnilo Bernu zavést tam v roce 1530 reformaci.
Od poloviny 16. století se zde usazovali anabaptisté, kteří byli Bernem pronásledováni a knížecím biskupstvím tolerováni. Žili daleko od stávajících osad na geograficky izolovaných statcích a bránili se asimilaci. Protože se v roce 1528 reformovala i Basilej, musel kníže-biskup Philipp von Gundelsheim přesunout svou rezidenci do Porrentruy. Jakobu Christophu Blarerovi von Wartensee se v roce 1579 podařilo vytlačit vliv Basileje na severu a definitivně zde prosadit katolicismus. Jeho snahy o znovuzískání ztracených práv v jižním Jurovi byly úspěšné jen částečně a nijak nepřispěly ke změně konfesijního rozdělení.

### Francouzská nadvláda

Département Mont-Terrible

V dubnu 1792 obsadila Francouzská republika severní část knížecího biskupství. Dne 17. prosince 1792 vyhlásily revoluční síly pod vedením Josepha Antoina Rengguera Raurackou republiku s hlavním městem Porrentruy. Kvůli chaotické správě a ostrým sporům v raurském Národním shromáždění Francie 23. března 1793 tuto svou dceřinou republiku anektovala. S výjimkou panství Schliengen tvořil pak celý sever knížecího biskupství nový département Mont-Terrible. Od 1. března 1797 k němu bylo připojeno i Francouzi okupované württemberské hrabství Montbéliard. 20. prosince 1798 Francie připojila také oblasti knížecího biskupství jižně od masivu Col de Pierre Pertuis. Přesto zůstal Mont-Terrible nejmenším ze všech départementů a 17. února 1800 byl začleněn do départementu Haut-Rhin.
Centralizovaná vláda přinesla zásadní společenské a politické změny a také pokrok v zemědělství a lesnictví, výstavbě silnic a zdravotnictví. Obzvláště vlivné bylo zavedení občanského zákoníku v roce 1804. Koncem prosince 1813 dobyla Juru koaliční vojska. Po pařížském míru, který obnovil hranice z roku 1792, pokračoval v provizorní správě regionu guvernér Conrad Karl Friedrich von Andlau-Birseck. Obyvatelé Jury nebyli ohledně své budoucnosti jednotní. Vedle zastánců setrvání ve Francii se zejména na severu našli tací, kteří chtěli založit nový kanton švýcarské konfederace. Německy mluvící údolí Laufental navzdory své katolické většině zvažovalo připojení ke kantonu Basilej, zatímco v některých částech jižního Jury převládala touha po obnovení knížecího biskupství.

### Vídeňský kongres a připojení k Bernu

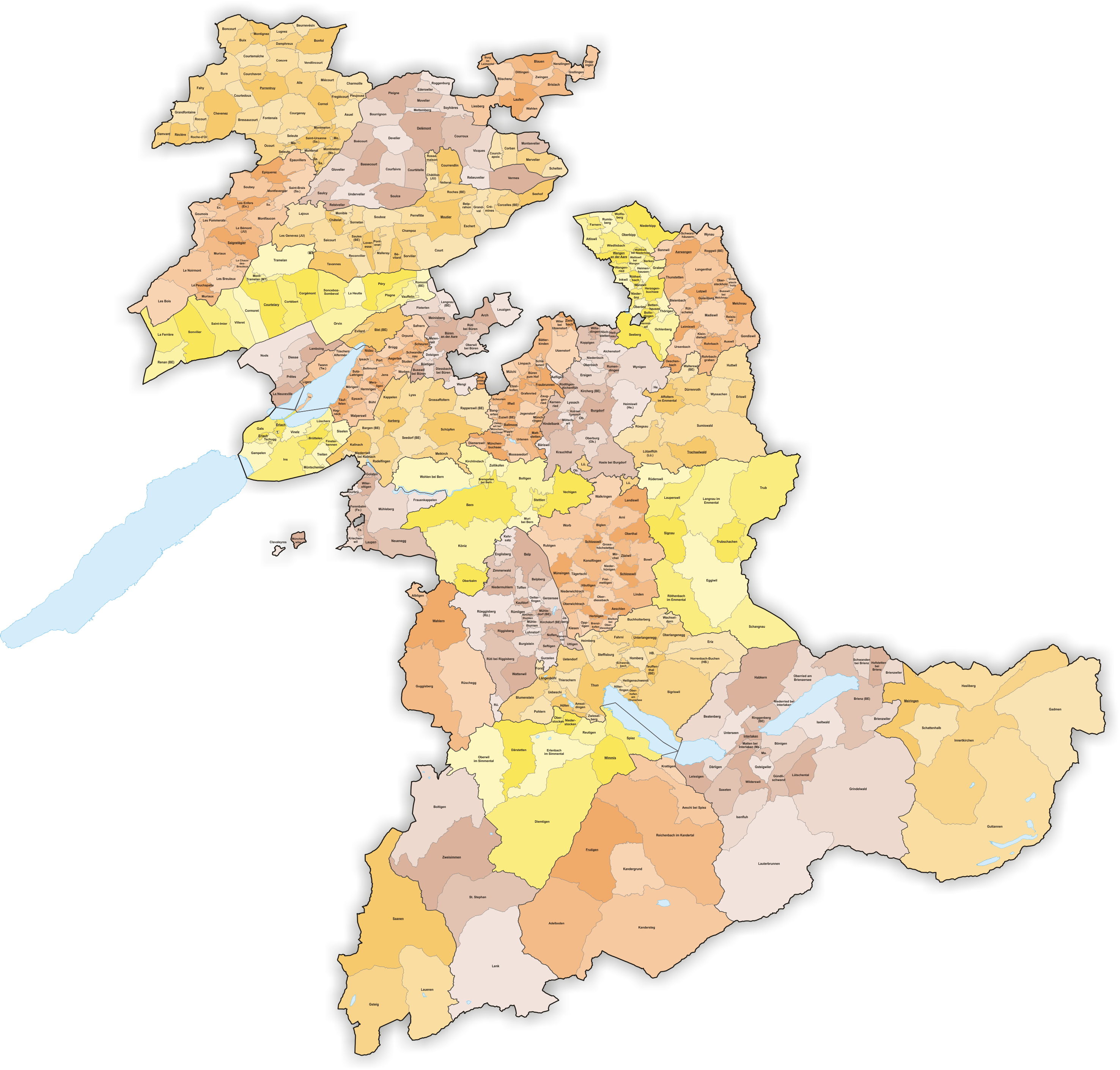
Území kantonu Bern po roce 1815

Na Vídeňském kongresu navrhl kníže Metternich, aby bývalým knížecím biskupstvím byla Bernu kompenzována ztráta poddanských území. Velká rada (kantonální parlament) a vláda kantonu Bern tento návrh zpočátku odmítaly. Teprve když kongres výslovně trval na suverenitě nových kantonů Aargau a Vaud, zástupci Bernu ustoupili. Definitivně rozhodnutí stvrdili 20. března 1815 diplomaté shromáždění ve Vídni. Někteří bernští politici prohlásili, že museli vyměnit „vinný sklep“ (Vaud) a „sýpku“ (Aargau) za „ubohou půdu“ (Jura). Kanton Basilej získal panství Birseck a Pfeffingen, ale nikoliv sousední Laufental.
Sedm jurských a sedm bernských představitelů vyjednalo v Bielu každý svou listinu o unii a podepsali ji 14. listopadu 1815. Ačkoli se dohodli na ochraně postavení římskokatolické církve a zachování Code civil, zástupci Jury se jinak nesnažili vymoci ani minimální míru autonomie pro novou část kantonu, která se od Bernu společensko-kulturně velmi lišila. Důvodem byla skutečnost, že byli jmenováni Curychem, který měl v rámci konfederace výsadní postavení, a nezastupovali dostatečně místní obyvatelstvo. Ke sjednocení oficiálně došlo 15. prosince 1815, přičemž obyvatelé Jury tento krok přijali převážně pasivně.

### Konfliktní soužití

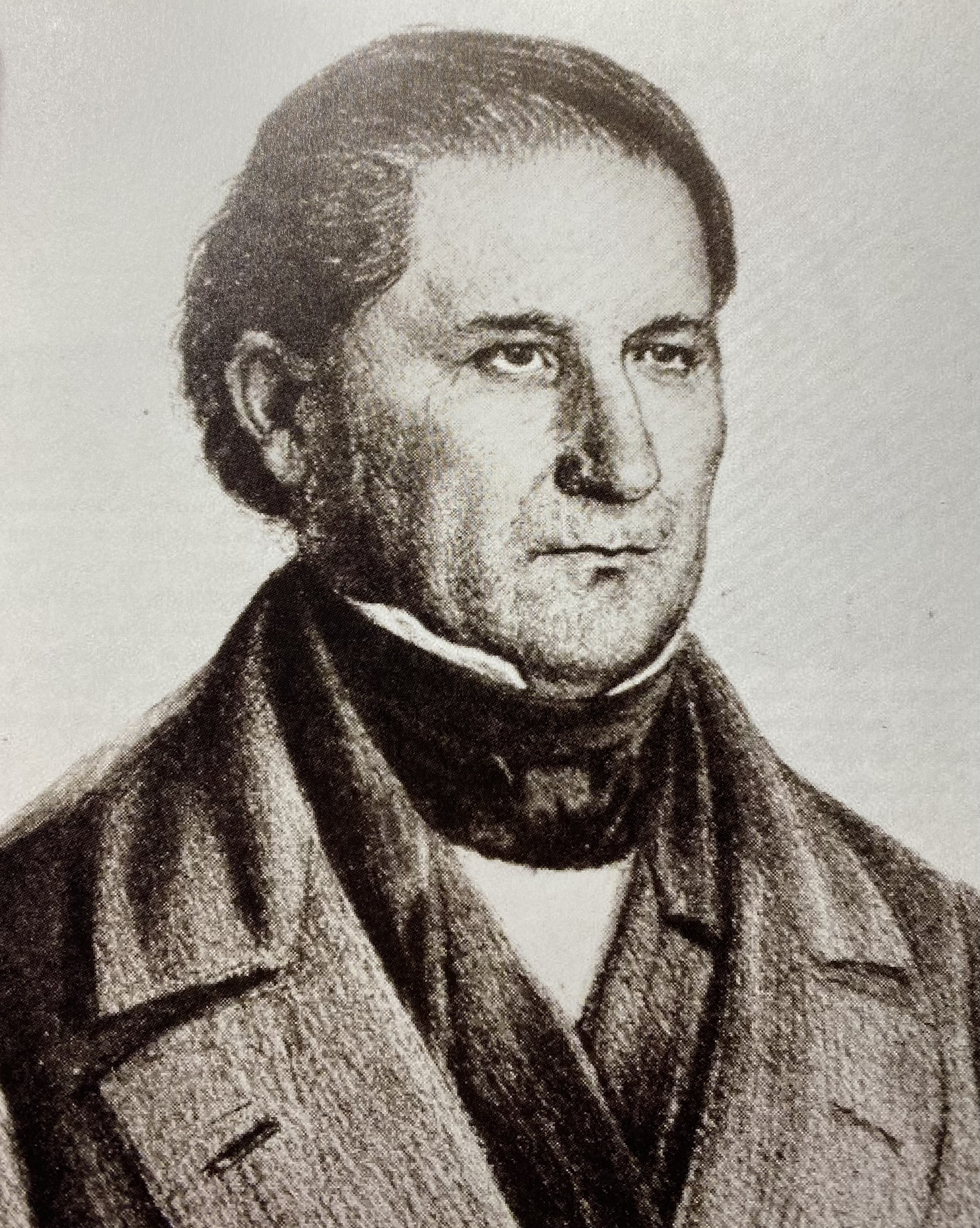
Xavier Stockmar

Všichni jmenovaní pověřenci pocházeli z bernského patriciátu a měli jen malý kontakt s místním obyvatelstvem, které nemělo prakticky žádný vliv na politiku a správu. Rozdíly v názorech kulturní, jazykové, právní a náboženské povahy brzy vedly ke sporům. Jako první se proti cizí nadvládě začali bouřit liberální intelektuálové v Porrentruy. Dne 31. července 1826 Xavier Stockmar a podobně smýšlející lidé na zámku Morimont v Alsasku slavnostně přísahali, že „osvobodí Juru od bernské oligarchie“. Snažili se vytvořit nový kanton, ale jejich plán ztroskotal kvůli konfesním rozdílům a regionální rivalitě. Stockmar pak změnil strategii a v roce 1830 se spojil s předními liberály v německy mluvící části kantonu. Společně se jim podařilo v lednu 1831 svrhnout kantonální vládu. Nová bernská kantonální ústava sice zaručovala odpovídající zastoupení obyvatel Jury ve Velké radě, ale jediným dalším ústupkem bylo povýšení francouzštiny na státní jazyk. Panství byla nahrazena okresy.

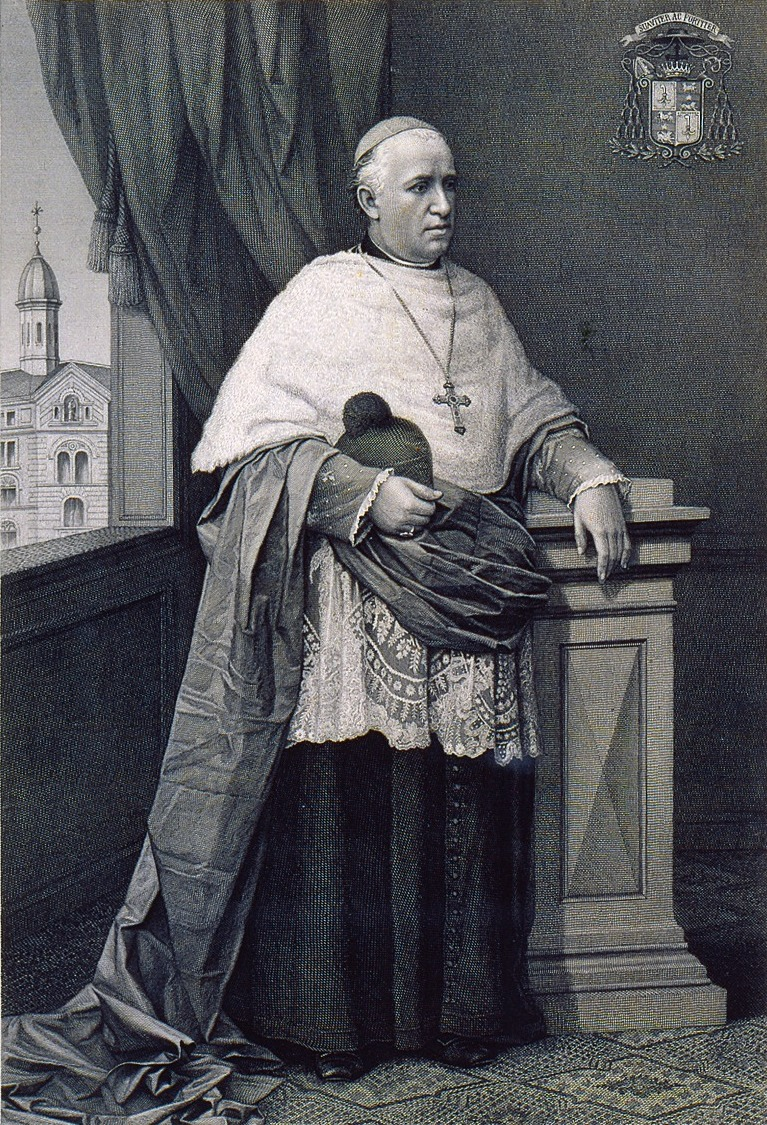
Eugène Lachat

V rozporu s dohodami ve sjednocovací listině se vláda pokusila podřídit římskokatolickou církev státní kontrole a 27. ledna 1834 podepsala tzv. bádenské články. Výsledkem bylo protestní hnutí v severním Jurovi, které podnítilo protibádenský odpor. Poté, co Velká rada 15. února 1836 články ratifikovala, došlo k násilným demonstracím a požadavkům na odtržení. Vláda reagovala vojenským obsazením severního Jury a zatčením předních povstalců. Garanční mocnost Francie pak pohrozila vojenskou invazí, pokud nebudou bádenské články odvolány, v důsledku čehož vláda a Velká rada 2. července 1836 nátlaku ustoupily. K opětovnému odporu – tentokrát v celém Jurovi – došlo v roce 1838, kdy vláda chtěla zrušit Code civil. Vůdcem tohoto protestního hnutí byl Stockmar, který byl v té době sám členem vlády. Koncem října 1839 sepsali poslanci z Jury v Glovelieru petici požadující změny ve školství. Stockmar byl obviněn z velezrady a musel uprchnout do exilu ve Francii, zatímco policie potlačovala protesty. Stockmarovi, který byl o několik let později plně rehabilitován, se v roce 1846 podařilo prosadit, že některé z požadavků byly začleněny do revidované kantonální ústavy. Jurská část kantonu získala zvláštní práva v oblasti sociální péče a daní, občanský zákoník byl z velké části zachován a úředním jazykem se stala francouzština (i když nebyla důsledně uplatňována). Obyvatelé Jury byli s dosaženými výsledky spokojeni a 31. července 1846 ústavu přijali 88 % hlasů.
Jura byl jedním z ohnisek sporu o náboženství, tzv. Kulturkampfu. V roce 1867 vláda snížila počet katolických svátků o více než polovinu a od roku 1868 již jeptišky nesměly vyučovat na veřejných školách. Situace se vyhrotila v roce 1870, kdy kantony basilejské diecéze zakázaly biskupovi Eugènu Lachatovi, který pocházel z Jury, hlásat v kostelích dogma o papežské neomylnosti a odvolaly ho z úřadu. Vládní rada propustila desítky kněží, kteří proti tomu protestovali, a povolila pouze duchovní, kteří byli loajální vůči státu. Návrh zákona, který předpokládal povýšení mezitím vzniklé kristokatolické církve na církev státní, byl bernskými voliči drtivou většinou schválen; v severním Jurovi hlasovala dvoutřetinová většina proti. Věřící se bránili tím, že navštěvovali tajné mše nebo cestovali přes francouzské hranice za svými kněžími, kteří byli vypovězeni ze země. Spolkové shromáždění výslovně označilo vyhoštění za protiústavní, načež se vyhnanci mohli po 20 měsících vrátit. V roce 1878 dosáhly kanton Bern a římská kurie kompromisu, ale některá omezení zůstala v platnosti až do roku 1935. Ústavní revize přijatá velkou většinou 4. června 1893 se setkala s masivním odmítnutím v celém Jurovi, protože zrušila zvláštní práva v oblasti sociální péče a daní.

### Jazykový spor
Nástup industrializace na počátku 19. století způsobil silné migrační pohyby ze staré části kantonu i z jiných kantonů, a proto se podíl původního jurského obyvatelstva snížil a v jižním Jurovi se stalo dokonce menšinou. Vzhledem k tomu, že existovalo jen velmi málo škol s němčinou jako vyučovacím jazykem (většinou v mennonitských osadách), přistěhovalci se nejpozději ve druhé generaci asimilovali. Pod vlivem vzestupu Německého císařství byly od roku 1900 stále patrnější germanizační tendence, např. prostřednictvím instalace dopravních značek v němčině, zvýšené finanční podpory škol s německým jazykem nebo rozhodnutí z roku 1914 používat německé názvy Seehof a Schelten pro obce Elay a La Scheulte (které byly již nějakou dobu německojazyčné). To vyvolalo ostrý odpor francouzsky mluvící většiny a jednotliví politici začali opět požadovat samostatný kanton. Aby vláda uklidnila rozjitřenou atmosféru, rozhodla se neuspořádat plánované oslavy stého výročí připojení k Bernu v roce 1915.
V roce 1915 také novinář Léon Froidevaux v polemickém novinovém článku označil Juru za „bernské Alsasko-Lotrinsko“, za což byl odsouzen ke 14 dnům vězení. Jeho pamflet Mes quatorze jours de prison („Mých čtrnáct dní ve vězení“) se stal politickým manifestem separatistů, kteří se v roce 1917 zorganizovali pod vedením novináře Alfreda Ribeauda v hnutí Mouvement séparatiste jurassien („Jurské separatistické hnutí“). Protože kandidáti, které podporovali, dosahovali v celostátních a kantonálních volbách slabých výsledků a jazykově-politické napětí po skončení první světové války stejně výrazně pokleslo, brzy ukončili svou činnost. K uklidnění situace přispěla i skutečnost, že kanton Bern dočasně investoval do Jury více, než zde vybral na daních. To usnadnilo strukturální změny v průmyslu, který se dříve specializoval výhradně na krizí zmítanou hodinářskou výrobu. Jazykový spor se znovu rozhořel v roce 1942, kdy se převážně mennonitská obec Mont-Tramelan rozhodla používat jako úřední jazyk němčinu a nazvat se Bergtramlingen. Tím byl porušen princip teritoriality zakotvený v kantonální ústavě, a proto vláda toto rozhodnutí zrušila. O čtyři roky později separatisté, kteří byli opět na vzestupu, vyzvali v memorandu historika Paula-Otta Bessira k ukončení veřejné podpory škol s německým jazykem, protože jsou „trojským koněm“ pro potlačování francouzské kultury.

## Posílení separatistického hnutí

### Moeckliho aféra jako rozbuška jurské otázky
Po smrti vládního rady (tj. ministra vlády kantonu) Ernsta Reinharda v roce 1947 chtěl uvolněný resort staveb a železnic převzít Georges Moeckli, člen sociálnědemokratické strany SP. Jeho kolegové jeho přání jednomyslně podpořili, ale v personální rozpravě Velké rady 9. září Hans Tschumi (za stranu BGB – Bauern-, Gewerbe- und Bürgerpartei – Strana zemědělců, živnostníků a občanů) překvapivě navrhl Moeckliho nejmenovat a upřednostnit místo něj Samuela Brawanda. Odůvodnil to tím, že Moeckli hovoří francouzsky a že rodák z Bernu by pro tuto důležitou funkci byl vhodnější. Navzdory naléhavým varováním před negativními důsledky Velká rada kantonu Bern návrh schválila 92 hlasy proti 66. Zájmové skupiny z Jury poté požadovaly revizi rozhodnutí. Když byl 17. září těsně 68 hlasy proti 70 zamítnut návrh na přehodnocení, radní z Jury opustili sál. O tři dny později se v Delémontu sešlo přes 2000 lidí na protestním shromáždění. Průmyslník Daniel Charpilloz přednesl projev, v němž vyzval k vytvoření kantonu Jura.

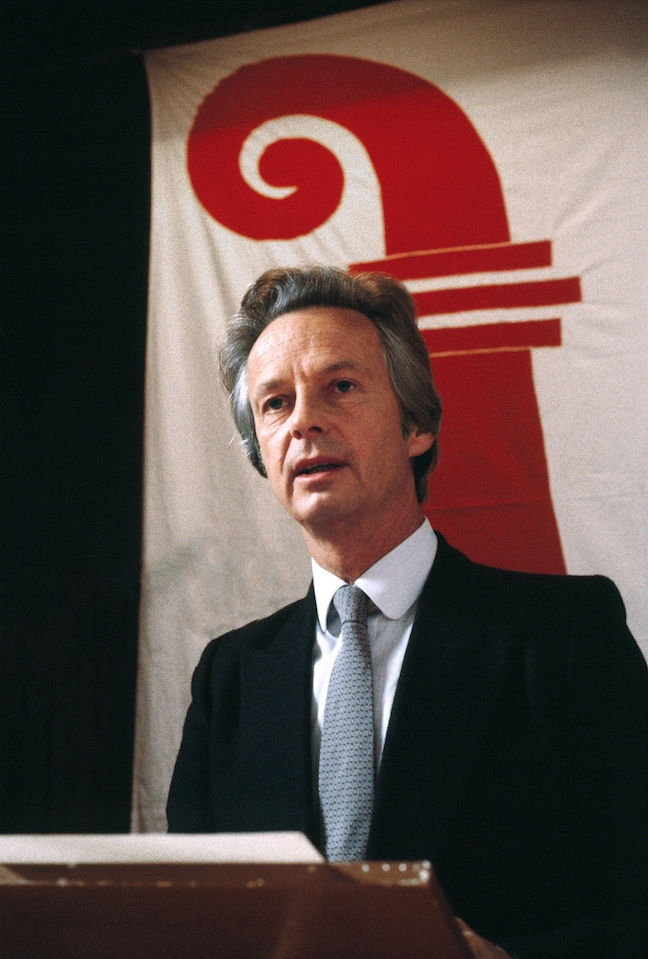
Roland Béguelin

Dne 2. října 1947 byl založen výbor Comité de Moutier („Moutierský výbor“), který měl vypracovat seznam požadavků a zadat studie k vyjasnění statutu autonomie. Dne 20. listopadu prohlásil předseda kantonální vlády Markus Feldmann před Velkou radou, že vláda se postaví proti jakýmkoli pokusům o secesi, což se setkalo s odmítavým postojem zejména v severním Jurovi. O deset dní později bylo v Moutieru obnoveno hnutí Mouvement séparatiste jurassien (MSJ), které založili Charpilloz, Roland Béguelin, Roger Schaffter a dalších 19 osob. Hnutí oznámilo, že bude o to více agitovat za samostatný kanton zahrnující okresy Courtelary, Delémont, Franches-Montagnes, Laufen, Porrentruy, La Neuveville a Moutier. Od února 1948 vycházely propagandistické noviny Le Jura libre („Svobodný Jura“). Zatímco v severních okresech separatistické požadavky přijímali, na jihu je odmítali.
30. dubna 1948 zveřejnil umírněnější Comité de Moutier memorandum La Question jurassienne présentée au Gouvernement du Canton de Berne („Jurská otázka vládě kantonu Bern“) s různými ekonomickými, kulturními a politickými požadavky. Jejich jádrem bylo rozdělení suverenity mezi Juru a Bern, a to zavedením dvoukomorového systému, samostatných volebních obvodů pro volby do kantonální vlády a spolkové Národní rady (dolní komory parlamentu) a zaručeného zastoupení ve Státní radě (horní komoře parlamentu). Další důležité požadavky se týkaly decentralizace kantonální správy, školské a kulturní autonomie a úplné rovnoprávnosti francouzského jazyka. MSJ rozšířilo své struktury založením mnoha místních organizací. Jeho kritika směřovala proti samotnému „bernskému systému“, který se prý vyznačoval etnickou diskriminací a ekonomickým zanedbáváním. Obyvatelé Jury se od něj podle MSJ potřebovali osvobodit, aby se mohli plně rozvíjet, a proto měl být jediným skutečným řešením nezávislý kanton. V září 1948 uspořádali separatisté v Delémontu první Slavnost jurského lidu (Fête du peuple jurassien), která se od té doby koná každoročně.

### Uznání Jury jako etnické skupiny
V únoru 1949 navrhla kantonální vláda v bílé knize částečnou revizi kantonální ústavy s cílem zlepšit napjaté vztahy. Přiznala sice centralistické tendence i jazykovou a konfesní diskriminaci v minulosti, kategoricky se však postavila proti jakémukoli dělení státní suverenity. Kantonální parlament se doporučeními do značné míry řídil a přijal několik ústavních změn. Týkaly se uznání Jury jako zvláštní etnické skupiny, plné rovnoprávnosti mezi němčinou a francouzštinou a dvou zaručených míst v kantonální vládě pro Juru. Další požadavky nebyly přijaty. Všechny politické a sociální skupiny ve staré části kantonu a v Jurovi doporučily přijetí. Výsledkem referenda 29. října 1950 byl jednoznačný souhlas s přijetím ve výši 89,0 %. Zarážející byl obrovský rozdíl ve volební účasti, která činila 26 % ve staré části kantonu oproti 59 % v Jurovi. Byl považován za znamení, že voliči ve staré části kantonu nepřikládají otázce Jury velký význam.

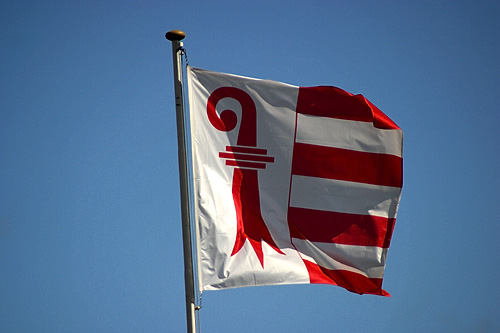
Vlajka Jury, od roku 1979 vlajka kantonu Jura

Zatímco vláda a Comité de Moutier, který byl v roce 1952 rozpuštěn, považovaly dosažené kompromisy za řešení jurské otázky, MSJ je považovalo pouze za přechodný krok. MSJ se 9. září 1951 přejmenovalo na Rassemblement jurassien („Jurské shromáždění“, RJ). Separatisté tím chtěli zdůraznit, že se považují za nestranické a nenáboženské kolektivní hnutí. To se projevilo i ve vedení: Schaffter byl katolický křesťanský demokrat ze severu, Béguelin reformovaný sociální demokrat z jihu. O rok dříve společně napsali nový text písně La Rauracienne, kterou v roce 1830 složil Xavier Stockmar a která se pod názvem La Nouvelle Rauracienne stala hymnou separatistů. Jako ústupek udělila bernská vláda 12. září 1951 dekretem jurské části kantonu vlastní regionální vlajku, kterou v roce 1947 navrhl výtvarník Paul Bœsch. Ještě před jejím oficiálním zavedením si RJ tuto vlajku přivlastnilo, proto byla hojně používána zejména na severu. Jako protipól RJ vznikl 25. dubna 1953 v Saint-Imier protiseparatistický Svaz jurských vlastenců (Union des patriotes jurassiens, UPJ). Získal podporu Sdružení pro bernsko-jurské porozumění, které proti RJ vystupovalo novinářskými prostředky.
Od roku 1953 Béguelin využíval své dvojí role generálního tajemníka RJ a šéfredaktora listu Le Jura libre k šíření separatistické propagandy. RJ se odvolávalo na právo Jury na sebeurčení a vyzdvihováním dějin knížecího biskupství zdůrazňovalo několik staletí nezávislosti, kterou Jura ztratil. Bern považovalo za cizí vládu, která málo zohledňuje zvláštní situaci Jury. Pro UPJ byla naopak hlavní překážkou nezávislosti strukturální slabost. Historik Clément Crevoisier vysvětluje rozdělení jurské společnosti z různých hledisek: Zatímco odpůrci separatismu viděli Juru jako funkční součást kantonu Bern, separatisté jej považovali za autonomní část Švýcarska, a tyto dva pohledy se vzájemně vylučovaly.

### Protest proti vojenskému cvičišti
Dalším katalyzátorem jurské otázky byla polemika kolem projektu vojenského cvičiště pro tankové jednotky ve Franches-Montagnes. V roce 1956 spolkové ministerstvo obrany, civilní ochrany a sportu (VBS) pro ten účel tajně získalo více než 450 hektarů zemědělské půdy v obcích Lajoux, Les Genevez a Montfaucon. Obyvatelstvo postiženého regionu kladlo tvrdý odpor v obavách ze zničení krajiny, nynější přírodní rezervace Franches-Montagnes. Spolková vláda od projektu prozatím upustila a pozemky prodala zpět kantonu Bern, ponechala si však předkupní právo. Podle studie historika Emanuela Gogniata spor o cvičiště dále posílil separatismus, neboť odpor nyní získal i lidový a s půdou spojený charakter.

### První referendum

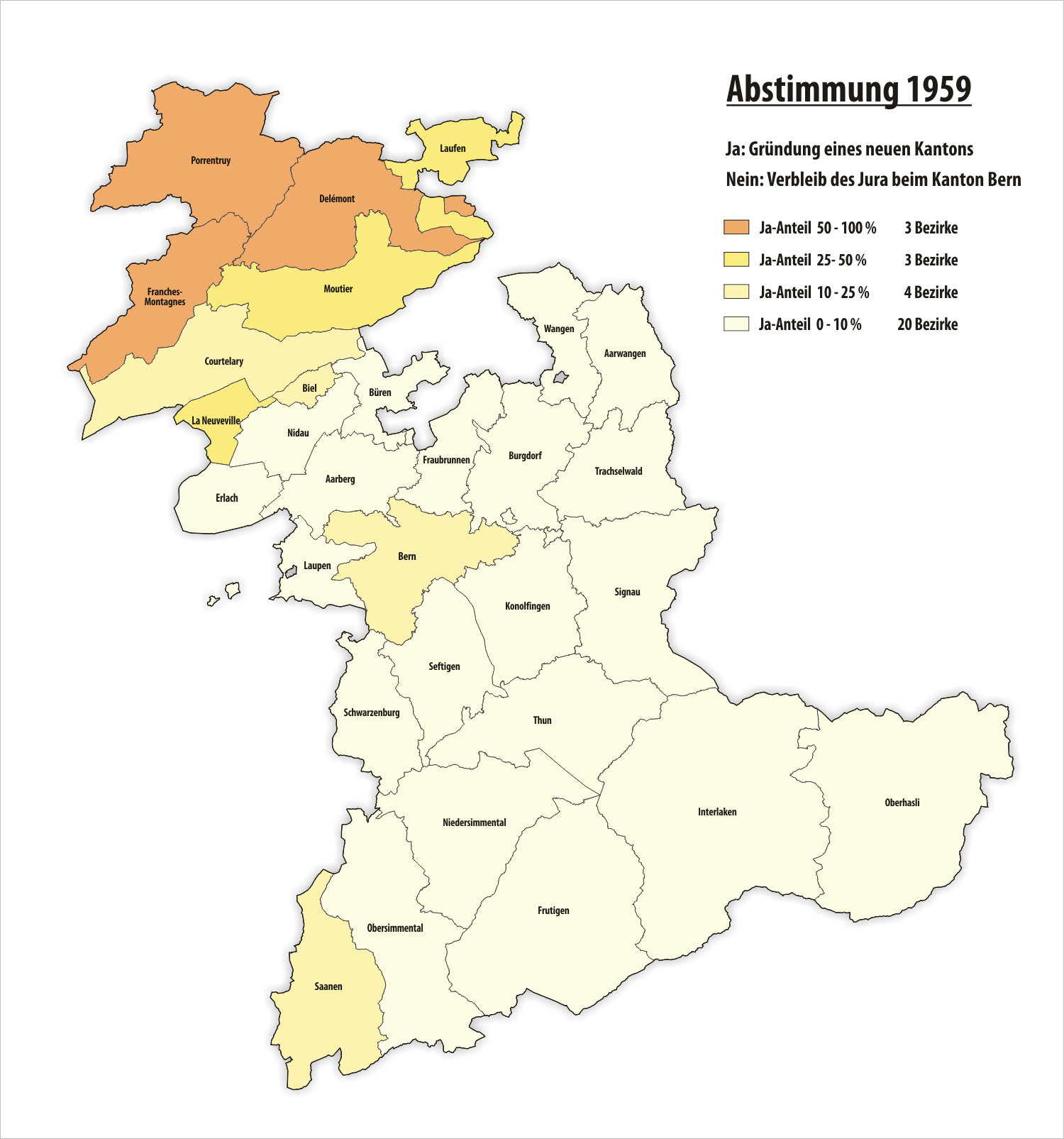
Výsledky prvního jurského referenda roku 1959

Od roku 1951 usilovalo RJ o referendum o sebeurčení Jury, ale dlouho nebylo rozhodnuto o přesném postupu. Jednou z překážek byl okres Laufen s německy mluvící většinou. RJ proto předpokládalo zvláštní status tohoto okresu v případném budoucím kantonu. Dalo se předpokládat, že kantonální lidová iniciativa, ve které by o rozdělení kantonu rozhodovalo celé bernské voličstvo, by vzhledem k menšině frankofonních neměla šanci. Iniciativa zahájená v září 1957 místo toho navrhovala nepřímý postup. Po jejím přijetí měl být přijat zákon, který by umožnil pozdější konzultační hlasování o názoru obyvatel Jury na oddělení od Bernu. V případě, že by v něm byla získána nadpoloviční většina, mělo by RJ dostatečnou politickou podporu k tomu, aby pak předložilo spolkovou lidovou iniciativu, která by obešla Bern, a zvítězilo v následném celostátním hlasování. RJ předložilo iniciativu s více než 23 000 podpisy, což předčilo i ta nejodvážnější očekávání.
Vzhledem k ostrému odporu všech bernských stran RJ realisticky předpokládalo, že iniciativa bude odmítnuta v celém kantonu, ale doufalo ve většinu alespoň v Jurovi. V tomto ohledu skončilo hlasování 5. července 1959 zklamáním. Zatímco v celém kantonu se pro iniciativu vyslovilo pouze 20,6 % voličů, v Jurovi to bylo 48,1 %, čímž RJ nedosáhlo ani svého minimálního cíle. Samotný Jura byl jasně rozdělen. Iniciativa byla přijata pouze v severních okresech Franches-Montagnes (76,0 %), Delémont (71,9 %) a Porrentruy (65,7 %). Naopak neuspěla v okresech Courtelary (23,8 %), Laufen (26,9 %), Moutier (34,3 %) a La Neuveville (34,5 %). Zarážející byl také obrovský rozdíl ve volební účasti (32,9 % v bernské části kantonu, 85,3 % v Jurovi) a nižší počet hlasů pro než počet nasbíraných podpisů.

### Změna orientace Rassemblement jurassien
RJ opustilo svou dosavadní čistě historickou argumentaci a postupně začalo přecházet na etnolingvistickou strategii. Stále více zdůrazňovalo kulturní rozdíly mezi Jurou a německy mluvícími oblasti kantonu Bern, začalo spolupracovat se Spolkovým svazem evropských národností a výsledek hlasování interpretovalo jako důsledek přistěhovalectví německy mluvících obyvatel (zejména na jihu). Na druhou stranu se vzdalo svých vždy velmi vágních nároků na Laufental. RJ konkrétně podporovalo kandidáty ve volbách na všech úrovních a prosazovalo progresivní sociální politiku. Opakovaně vyzývalo k zásahu spolkových orgánů a snažilo se také internacionalizovat otázku Jury, aby vytvořilo politický tlak. K tomu využilo apel na OSN, solidaritu s frankofonními separatistickými hnutími ve Valonsku, Québecu a v údolí Aosty a také intenzivnějším informováním v zahraničních médiích. Na druhé straně bernští loajalisté považovali ideologický posun separatistů směrem k francouzskému etniku (éthnie française), který byl rovněž zasazen do celoevropského kontextu, za „nešvýcarskou myšlenku“.
Vláda se pokusila marginalizovat RJ tím, že prohlásila za jediného legitimního partnera k jednání Jura Deputation (neformální sdružení napříč stranami ve Velké radě). Když měla Velká rada v listopadu 1959 volit nové radní, strana BGB zabránila zvolení Jeana-Pierra Chatelaina, nominovaného FDP, protože údajně nevystupoval dostatečně jasně proti separatistům. V únoru 1960 zastupitelstvo dočasně vyloučilo separatistického poslance Jeana Wilhelma, což si RJ vyložilo jako represi vůči obyvatelům Jury. O rok později měl být generální tajemník RJ Béguelin vyloučen z bernské sociální demokracie (SP) za „chování škodlivé pro stranu“, ale delémontská sekce příslušné rozhodnutí stranické exekutivy nikdy nerealizovala. Podobně se k případu Chatelain postavila Velká rada v lednu 1962, když nezvolila Andrého Cattina místopředsedou, jak navrhovala křesťansko-demokratická parlamentní skupina.
V reakci na opakovanou šikanu RJ posilovalo své zakotvení v jurské společnosti a v letech 1962–1964 založilo čtyři akční skupiny: mládežnické sdružení Béliers, feministickou ženskou organizaci Association féminine pour la défense du Jura, Association des Jurassiens de l’extérieur jako sdružení obyvatel Jury žijících mimo Juru a studentskou organizaci Mouvement universitaire jurassien. Kromě toho existovala Association suisse des amis du Jura libre („Švýcarská asociace přátel svobodného Jury“), založená v roce 1961 pro sympatizanty mimo Juru. Tato rozsáhlá mobilizace dala separatismu rebelský a provokativní tón, podporovaný generací se stále více pacifistickými, antimilitaristickými a sociálními hodnotami mládeže šedesátých let.

## Zintenzivnění konfliktu

### Projekt nové vojenské základny a kauza Berberat
V roce 1962 plánovalo vedení armády na sporném místě ve Franches-Montagnes vybudovat středisko pro vojenské koně a jezdeckou střelnici. Za tímto účelem prodal kanton Bern pozemky zpět spolkové vládě, ale veřejnost informoval až dodatečně. Obyvatelstvo se cítilo podvedeno a protože se obecní úřady na plánování nepodílely, nevěřilo ujišťování, že kupní smlouva vylučuje jízdy a cvičné střelby tanků. Hnutí Rassemblement jurassien odsoudilo bezohlednost kantonálních a spolkových úřadů, zatímco jeho oponenti z UPJ projekt bezvýhradně podporovali. Velká rada Bernu a Spolkové shromáždění ratifikovaly kupní smlouvu na konci roku 1962.
Bernská vláda nadále odmítala jakýkoli dialog s RJ a začala přijímat opatření proti separatisticky smýšlejícím jednotlivcům. Dělo se tak jednak odmítnutím přístupu k veřejným funkcím, jednak morálním odsouzením separatistů jako „nebezpečných pro stát“. 9. září 1962 vystoupil Romain Berberat, nadporučík švýcarské armády, jako civilista s projevem na Slavnosti jurského lidu. V něm označil bernskou vládu za „diktátorskou autokracii, která se vysmívá Jurovi“. Na popud vládního rady Virgila Moineho mu vedení armády odebralo velení pěchotní roty v Jurovi. Média tuto sankci odsoudila jako útok na svobodu projevu a i ti, kteří byli Bernu věrní, byli toho názoru, že to jen nahrálo separatistům. RJ zahájilo petici za Berberatovu rehabilitaci a Moineho okamžitou rezignaci.

### Žhářské a bombové útoky FLJ

Pomník Le Fritz

Koncem léta 1962 založil Marcel Boillat teroristickou skupinu Front de libération jurassien („Fronta za jurské osvobození“, FLJ). Ta nejprve pomalovala dopravní značky a staveniště a také památník vojákům Le Fritz na Col des Rangiers svou zkratkou a v říjnu zapálila kasárna v Les Pommerats. K tomu se přiznala až o několik měsíců později, kdy svou činnost zintenzivnila. Provedla další žhářské útoky na kasárna v Bourrignonu a na dvě farmy v Les Genevez a Montfauconu, které měly uvolnit místo plánované základně. Když policie provedla v oblasti řadu nočních domovních prohlídek a kontrol a zadržela 20 členů RJ k mnohahodinovým výslechům, obyvatelstvo projevilo solidaritu s FLJ tím, že kladlo pasivní odpor, a tím ztěžovalo vyšetřování.
Antiseparatistický výbor Comité jurassien de vigilance démocratique („Jurský výbor pro demokratickou bdělost“), založený v září 1963, tvrdil, že za násilnosti je přímo odpovědná RJ. Dne 5. října na hoře Mont Soleil FLJ provedla útok výbušninou na rekreační chatu člena Státní rady Charlese Jeannereta, předsedy výboru. Postižen byl také předseda UPJ Marc Houmard, jehož pila v Malleray byla 23. prosince těžce poškozena náloží. V únoru 1964 zatkla policie tři muže a jednu ženu z Courfaivre a držela je několik týdnů ve vazbě, ale nic jim nedokázala. Obyvatelstvo bylo pobouřeno zejména utajováním ze strany úřadů a neobvykle tvrdými podmínkami vazby. „Nevinní z Courfaivre“ byli počátkem dubna propuštěni, místní komunitou přivítáni ohňostrojem a RJ je oslavovala jako „hrdiny Jury“.
Mezitím 27. února 1964 výbuch poškodil železniční trať Biel–Bern u Studenu a 12. března nálož zničila pobočku kantonální banky v Delémontu. Nakonec se zvláštní vyšetřovací výbor vedený Albertem Steulletem dostal FLJ na stopu a koncem března pozatýkal její členy. Jednali z vlastní iniciativy a prokazatelně nebyli spojeni s RJ. V březnu 1966 odsoudil Spolkový trestní soud dva hlavní pachatele k osmi a sedmi letům vězení a jednoho spolupachatele k podmíněnému trestu. Vůdce FLJ Marcel Boillat v únoru 1967 uprchl z vězení a utekl do Španělska. Vláda Francisca Franca mu udělila azyl, protože jednal z politických pohnutek. Mezi březnem 1965 a červnem 1966 napodobitelé spáchali několik žhářských útoků a vandalských činů, rovněž pod hlavičkou FLJ. Jejich vůdce Jean-Baptiste Hennin uprchl z vazby a byl mu udělen azyl ve Francii.

### Akce odporu a provokace
Napětí začaly vyvolávat i odbojové akce skupiny Béliers. V březnu 1964 zablokovali vchody do bernské radnice a požadovali propuštění „nevinných z Courfaivre“. 30. srpna 1964 se u Col des Rangiers konala slavnostní akce k připomenutí mobilizací z obou světových válek. Asi 6000 separatistů tam přišlo vyjádřit svou nespokojenost s aférou Berberat a projektem vojenské základny. Ceremonie začala důstojně, ale pak přítomní Béliers náhle začali mávat stovkami jurských vlajek, rozvinuli protibernské transparenty a přerušili projevy Virgila Moina a člena spolkové rady Paula Chaudeta pískotem a bučením. Švýcarský tisk akci separatistů ostře odsoudil. Separatisté však svým vystoupením, byť vnímaným jako neuctivé, dosáhli svého cíle a upozornili celou švýcarskou veřejnost na nevyřešený problém Jury.
V té době se v Lausanne konala výstava Expo 64, kde měl každý kanton nárok na svůj vlastní den oslav. Vláda kantonu Vaud odmítla všechny návrhy, aby byl separatistům u příležitosti „bernského dne“ 11. září poskytnut jakýkoli prostor. V obavách z konfliktu mezi znepřátelenými tábory zakázala kantonální vláda na týden všechny demonstrace. RJ poté vyzvalo k bojkotu výstavy Expo 64 a dosáhlo nebývalé míry míry solidarity, neboť Slavnost jurského lidu v Delémontu, která se konala ve stejném týdnu, přilákala rekordní počet návštěvníků – přes 40 000. V březnu 1965 vyhlásilo RJ 150. výročí spojení s Bernem „národním dnem smutku“; zaslalo v tomto smyslu memoranda nejen všem kantonálním parlamentům a vládám, ale také signatářským státům Vídeňského kongresu. V roce 1967 ministerstvo obrany upustilo od kontroverzního projektu ve Franches-Montagnes a rozhodlo se pro jiné místo v obcích Bure a Fahy, kde byl odpor menší. První budovy na vojenské základně Bure byly hotové v dubnu 1968.
Béliers i nadále vyvolávali rozruch svými demonstracemi a stávkami. Dne 4. května 1968 pět vedoucích členů veřejně odložilo na bernském náměstí Bundesplatz vojenskou výstroj a prohlásilo se za „odpírače vojenské služby z vlastenectví“ na protest proti nečinnosti spolkové vlády. Po tomto příkladu odmítlo vojenskou službu mnoho lidí z Jury. Více než 120 aktivistů obsadilo 29. července 1968 úřad guvernéra v Delémontu. O měsíc později tyto akce přiměly Spolkovou radu (tj. švýcarskou vládu), dosud v otázce Jury váhavou, aby povolala vojáky k ochraně vojenské infrastruktury v Jurovi. Jelikož toto opatření zpočátku tajila, hovořilo RJ o „vojenské okupaci Jury“, připomínající prý potlačení Pražského jara. Poté, co 32 důstojníků z Jury zaslalo protestní dopis ministru obrany Rudolfu Gnägimu, Spolková rada po třech měsících opatření zrušila. Dne 11. prosince aktivisté přerušili zasedání Národní rady (horní komory spolkového parlamentu) a přečetli prohlášení.

### Jednání o autonomii a změna ústavy
Do té doby byl kanton Bern často považován za „překlenovací kanton“ mezi německy a francouzsky mluvícím Švýcarskem, který se k menšinám choval ohleduplně. Tato pověst v důsledku jurské otázky značně utrpěla; mnozí Švýcaři měli pocit, že postoj Bernu je rigidní a názorově vyhraněný. Po snahách o zprostředkování, které začaly již v roce 1963, se kantonální vláda od tohoto postoje postupně odklonila a 17. března 1967 předložila dvoustupňové řešení. Nejprve se mělo usilovat o dalekosáhlý statut autonomie. V případě neúspěchu by se pak v Jurovi konala referenda s možností zůstat v kantonu Bern nebo vytvořit nový kanton. Realizace začala 16. června, kdy vládní rada ustavila společnou „Komisi 24“. Její zpráva byla předložena 3. dubna 1968, ale nesetkala se s pochopením separatistů. O pomoc byla poté požádána Spolková rada, jež 16. července ustavila čtyřčlennou „Komisi dobrých služeb“, kterou tvořili bývalí spolkoví radové Max Petitpierre a Friedrich Traugott Wahlen a členové státní rady Pierre Graber a Raymond Broger. Separatisté tuto komisi neuznávali za neutrální, neboť její členové byli jmenováni na doporučení vlády. Odmítli také zprávu o autonomii předloženou 9. června 1969, neboť nadále upřednostňovali samostatný kanton.
Vzhledem k blokádě se zdálo, že statut autonomie má jen malou šanci na uskutečnění, a proto Velká rada 9. září 1969 schválila návrh vlády na zahájení referenda. RJ bylo toho názoru, že taková referenda by měla organizovat výhradně konfederace, a nikoli „dominantní moc, od níž se chceme oddělit“. RJ se rovněž obávalo, že referenda povedou k rozdělení Jury. Koncem roku 1969 však změnilo názor a separatisté plánovaný postup přijali. Roland Béguelin byl toho názoru, že bernský plán by měl být přijat, „protože dává obyvatelům Jury právo svobodné volby“. Šlo o krok, „který se nesmí propásnout, i když nesouhlasíme s okolnostmi hlasování.“ V létě 1969 se na scéně objevila neutrální skupina Mouvement pour l’unité du Jura (MUJ, „Hnutí za jednotu Jury“). Odmítala jakékoli dělení a prosazovala široký statut autonomie pro celého Juru. MUJ to neměla snadné; separatisté i ti, kdo byli loajální Bernu, očerňovali její členy jako „zrádce“.
Dne 1. března 1970 rozhodli voliči kantonu Bern o změně kantonální ústavy. Ta stanovila podrobnosti postupných referend v sedmi okresech Jury, která se měla zabývat zřízením nového kantonu a případně přesným rozsahem jeho území. Právu na sebeurčení okresů a obcí byla přisouzena větší váha než právu celého regionu, který se vyslovil pro rozdělení. 86,5 % hlasujících se vyslovilo pro, výsledek byl jasný, i když opět existovaly značné rozdíly ve volební účasti mezi jednotlivými regiony (63 % v Jurovi, 34 % ve staré části kantonu).

### Přetrvávající napětí

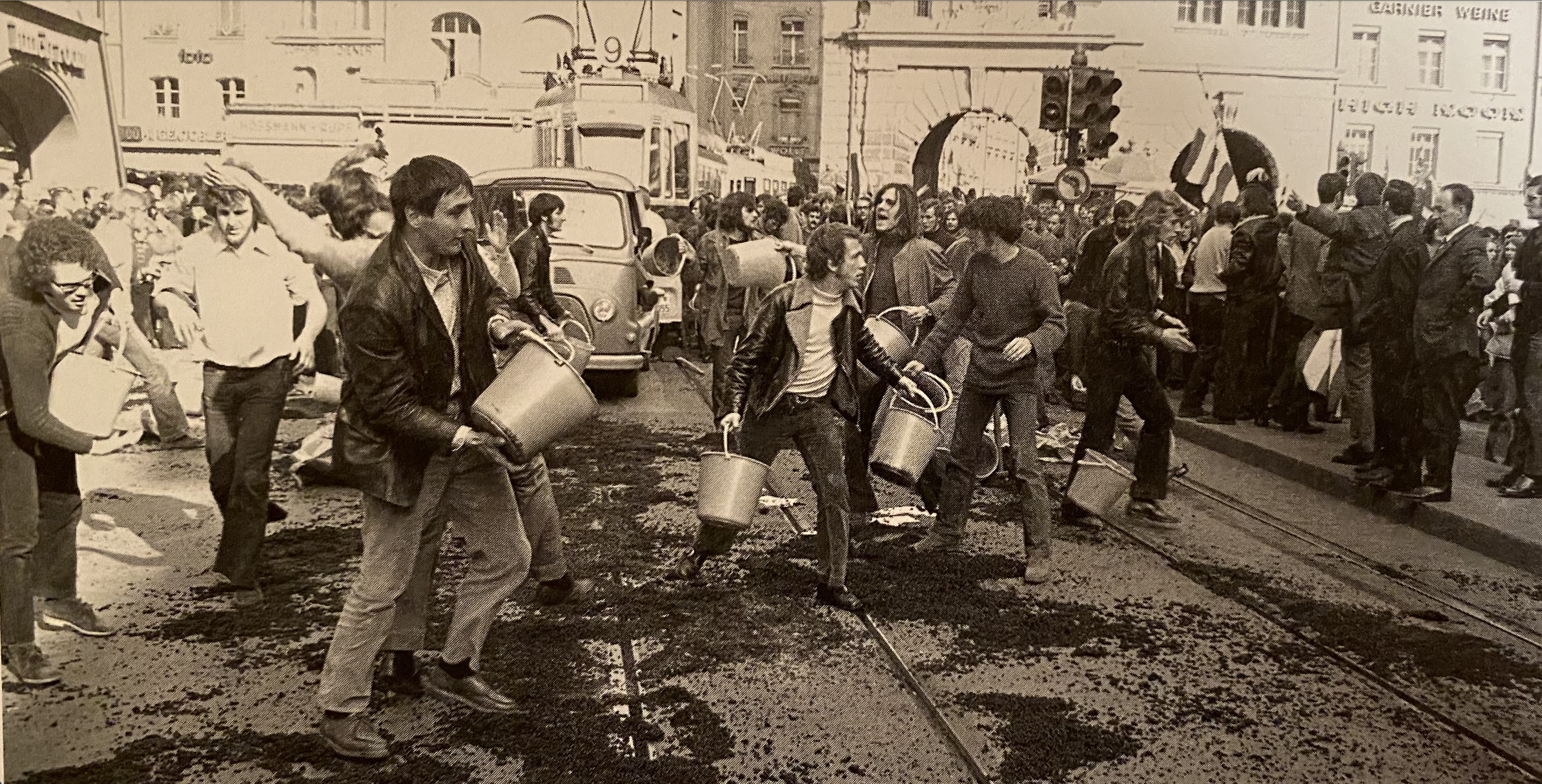
Aktivisté lijí asfalt na tramvajové koleje v Bernu (1972)

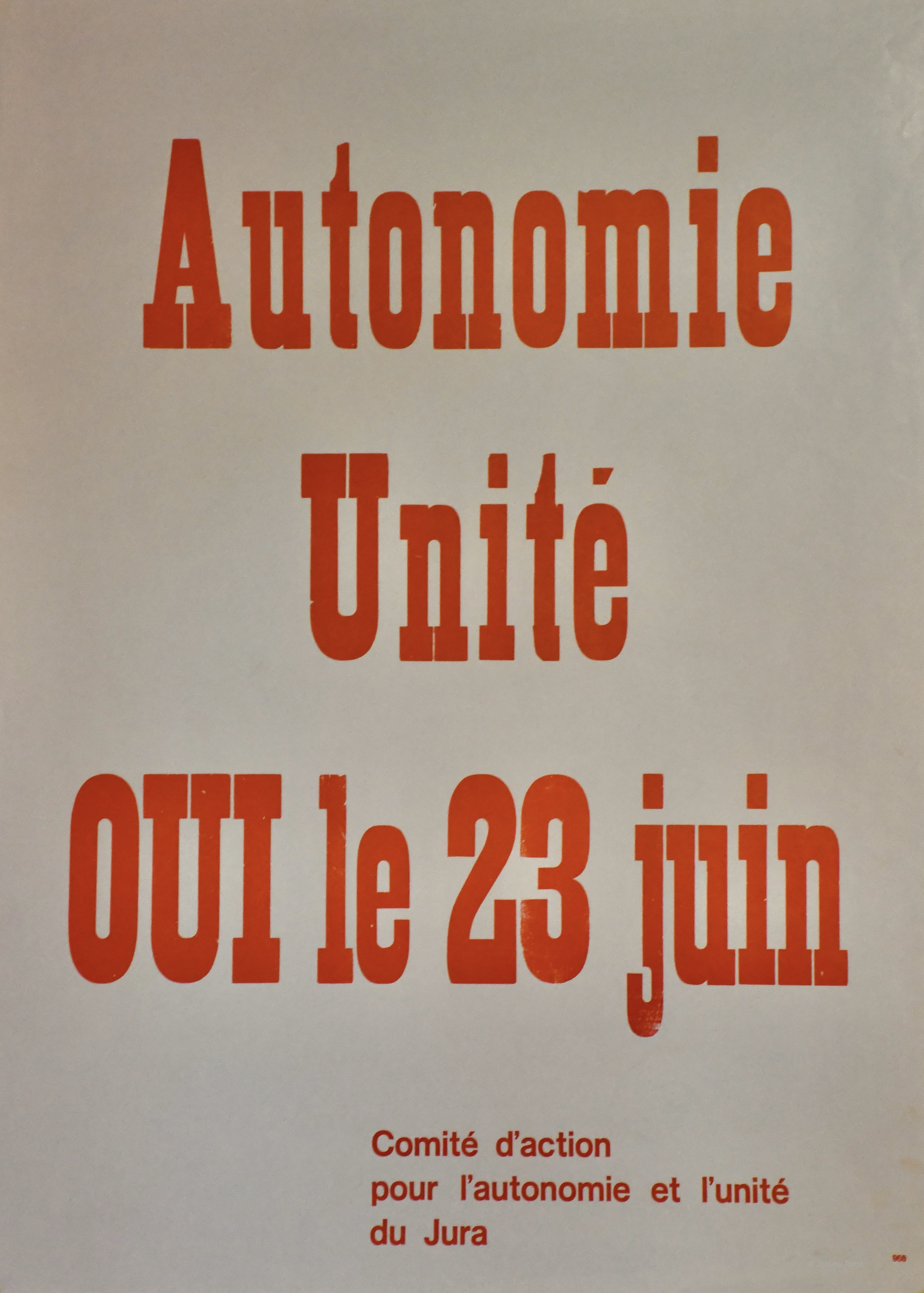
Plakát, podporující volbu „ano“ při referendu 23. června 1974

V září 1971 zveřejnila „Komise dobrých služeb“ druhou zprávu o možné autonomii, zejména proto, že kantonální vláda předpokládala, že nový kanton bude v nadcházejícím referendu odmítnut. Na tomto základě vypracoval André Ory, vedoucí kantonálního úřadu pro styk s veřejností, návrh statutu, který vláda předložila o rok později. RJ a MUJ jej odmítly, zatímco UPJ byla pro. Když o statutu v listopadu 1973 jednala Velká rada, separatističtí radní se odmítli debaty zúčastnit.
Na začátku roku 1972 představilo ministerstvo dopravy a energetiky nové projekty výstavby dálniční sítě. Přestože obyvatelé Jury požadovali výstavbu dálnice přes Juru téměř 20 let, s jejich regionem se stále nepočítalo. 18. března proti tomuto rozhodnutí demonstrovalo v Bernu 2000 separatistů. Po skončení pokojné demonstrace skupina Béliers zalila 50 metrů tramvajových kolejí v ulici Spitalgasse asfaltem. Aktivisté 13. července téhož roku obsadili švýcarské velvyslanectví v Paříži a prohlásili, že Švýcarsko dosáhne míru teprve tehdy, až bude Jura „osvobozen od bernského jha.“ O tři týdny později, 3. srpna, došlo ke dvěma okupacím: několik Béliers, podporovaných valonskými separatisty, obsadilo belgické velvyslanectví v Bernu a ve stejnou dobu jiná skupina v Bruselu napadla švýcarské velvyslanectví.
Aby mohli čelit pokračujícím akcím separatistů, bernští loajalisté restrukturalizovali své organizace. V prosinci 1973 bylo založeno mládežnické hnutí Sangliers („Divocí kanci“) jako protějšek Béliers. 22. března 1974 vznikla z Union des patriotes jurassiens Demokratická síla (Force démocratique). V témže roce se připojila i ženská organizace Groupement féminin de Force démocratique, kterou založila Geneviève Aubryová. Událost v předvečer prvního plebiscitu ukazuje, jak napjatá byla situace v Jurovi: Tři Béliers vylezli na střechu domu v Boncourtu, aby vztyčili jurský transparent. Jeden z obyvatel vypálil několik ran do vzduchu a odražená kulka zasáhla do zad aktivistu Maurice Wichta. O dva a půl týdne později svým zraněním podlehl, načež mu více než 3000 separatistů vzdalo poslední poctu.

## Jurský plebiscit

### Referendum o novém kantonu

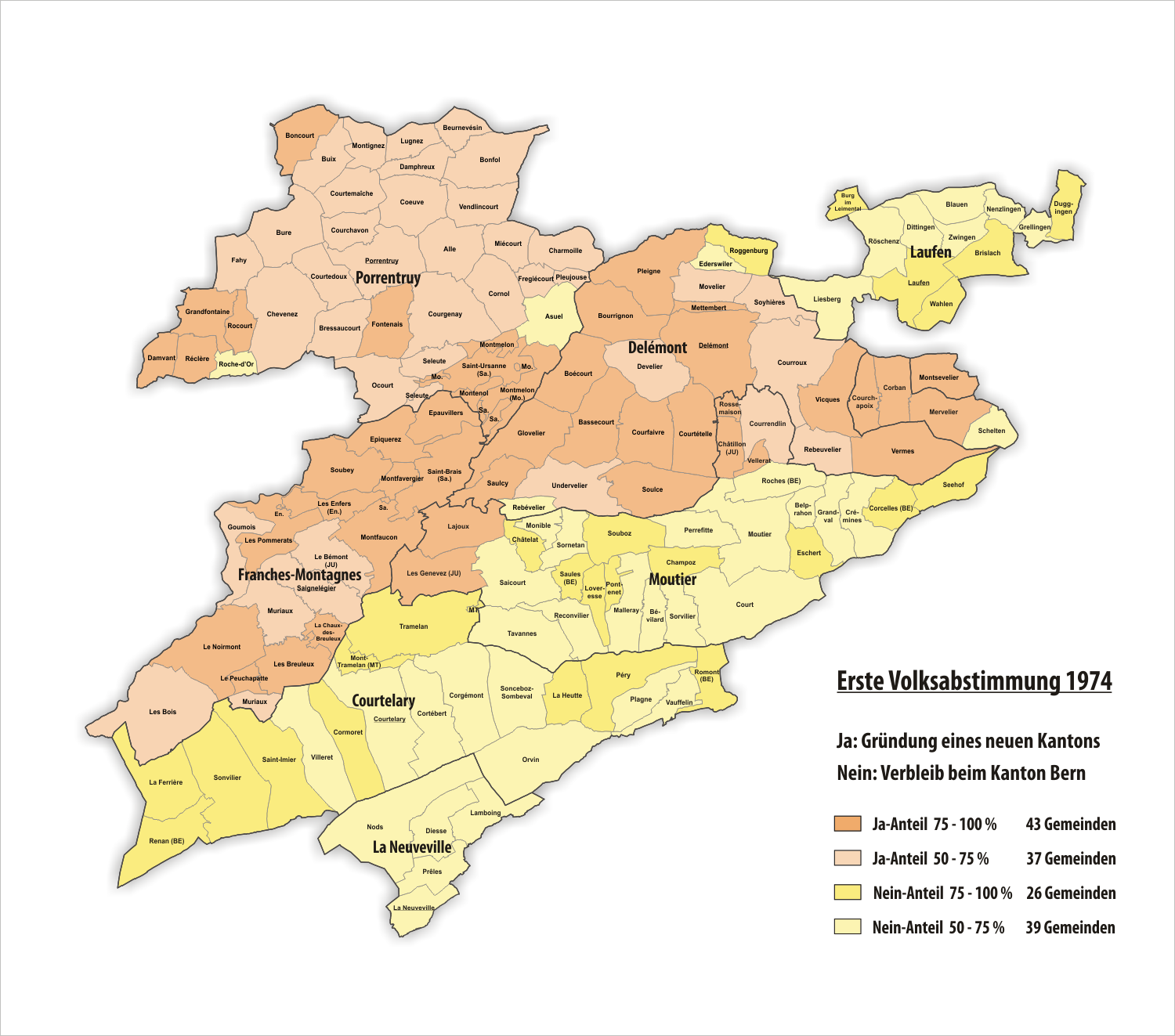
Výsledky prvního referenda z roku 1974 (většina „ano“ hnědě)

První referendum či plebiscit o Jurovi (zvaný také Jurský plebiscit), který navrhoval vytvoření nového kantonu, se konal 23. června 1974. Když bylo v neděli odpoledne v 17:30 hodin jasné, že vznik kantonu Jura bude přijat, na radniční náměstí v Delémontu se sjely tisíce lidí. Vedoucí představitelé Rassemblement jurassien tam ve 20 hodin oznámili oficiální konečné výsledky. S narážkou na počasí řekl ve svém projevu místopředseda Roger Schaffter: „Prší svoboda!“ („Il pleut la liberté!“).
Při volební účasti 90,0 % byl výsledek těsný. Na otázku „Chcete vytvořit nový kanton?“ hlasovalo 51,9 % voličů pro a 48,1 % proti. 3 okresy na severu hlasovaly pro nový kanton (Delémont se 79,0 %, Franches-Montagnes se 77,2 % a Porrentruy s 67,8 %). Naopak ostatní okresy (Courtelary se 76,7 %, Laufen se 74,2 %, La Neuveville s 65,6 % a Moutier s 56,9 %) hlasovaly proti. Léta připravovaný statut autonomie byl zrušen a výzva MUJ odevzdat neplatné volební lístky byla z velké části neúčinná. Uskupení rychle ztratilo vliv a o dva roky později se rozpadlo. 23. červen je od vzniku kantonu v kantonu Jura místním oficiálním svátkem.

### Hlasování v okrscích

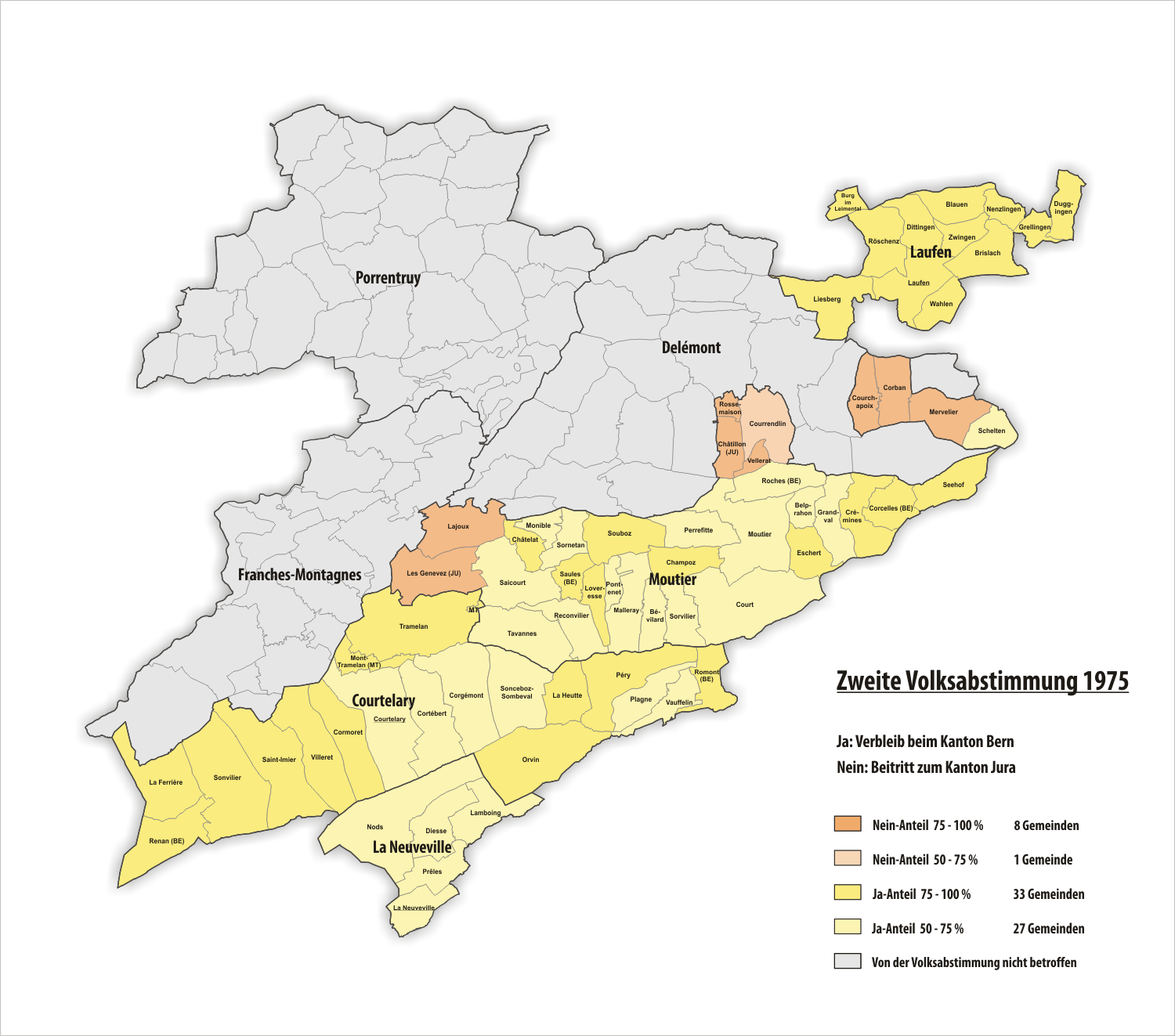
Výsledky druhého referenda z roku 1975

Podle ústavní novely z roku 1970 mohla pětina voličů v okresech, kde nebyl kanton Jura prosazen, požadovat do šesti měsíců druhý plebiscit, aby zůstala v kantonu Bern. V září 1974 předložila Demokratická síla odpovídající lidové iniciativy pro okresy Courtelary, La Neuveville a Moutier. Velká rada kantonu Bern chtěla otázku Jury vyřešit co nejrychleji a naplánovala druhý plebiscit na 13. prosince. Spolkový nejvyšší soud vyhověl odvolání separatistů a prohlásil toto rozhodnutí za neplatné, protože tak brzký termín by neumožnil vytvoření smysluplného názoru. Poté, co během pouhých 13 dnů vznikly další tři lidové iniciativy, stanovila Velká rada jako nový termín 13. březen 1975. Jiná situace nastala v případě lidové iniciativy podané v únoru 1975 v okrese Laufen. Zde měla být 14. září obyvatelstvu dána možnost zůstat prozatím v kantonu Bern, a poté se ve druhém kroku rozhodnout, zda se připojí k sousednímu kantonu.
Druhý jurský plebiscit rozdělení upevnil. Při více než 94% účasti se tři okresy jižního Jury vyslovily pro setrvání s Bernem (76,8 % v Courtelary, 65,9 % v La Neuveville a 56,2 % v Moutier). Den po referendu došlo k několika protestním shromážděním a incidentům mezi separatisty a těmi, kteří byli loajální Bernu. Vzhledem k jasnému verdiktu se kantonální vláda 19. března 1975 rozhodla nepředložit k hlasování lidovou iniciativu, kterou mezitím předložila RJ, za polokanton Jižní Jura. O tři týdny později se poražení separatisté z jižního Jury spojili v novém uskupení Unité jurassienne. Půl roku po jižním Jurovi se proti připojení ke kantonu Jura vyslovili také v Laufentalu poměrem 94,1 % hlasů, ačkoli možnost alternativní kantonální příslušnosti stále existovala.

### Změna kantonu u jednotlivých obcí

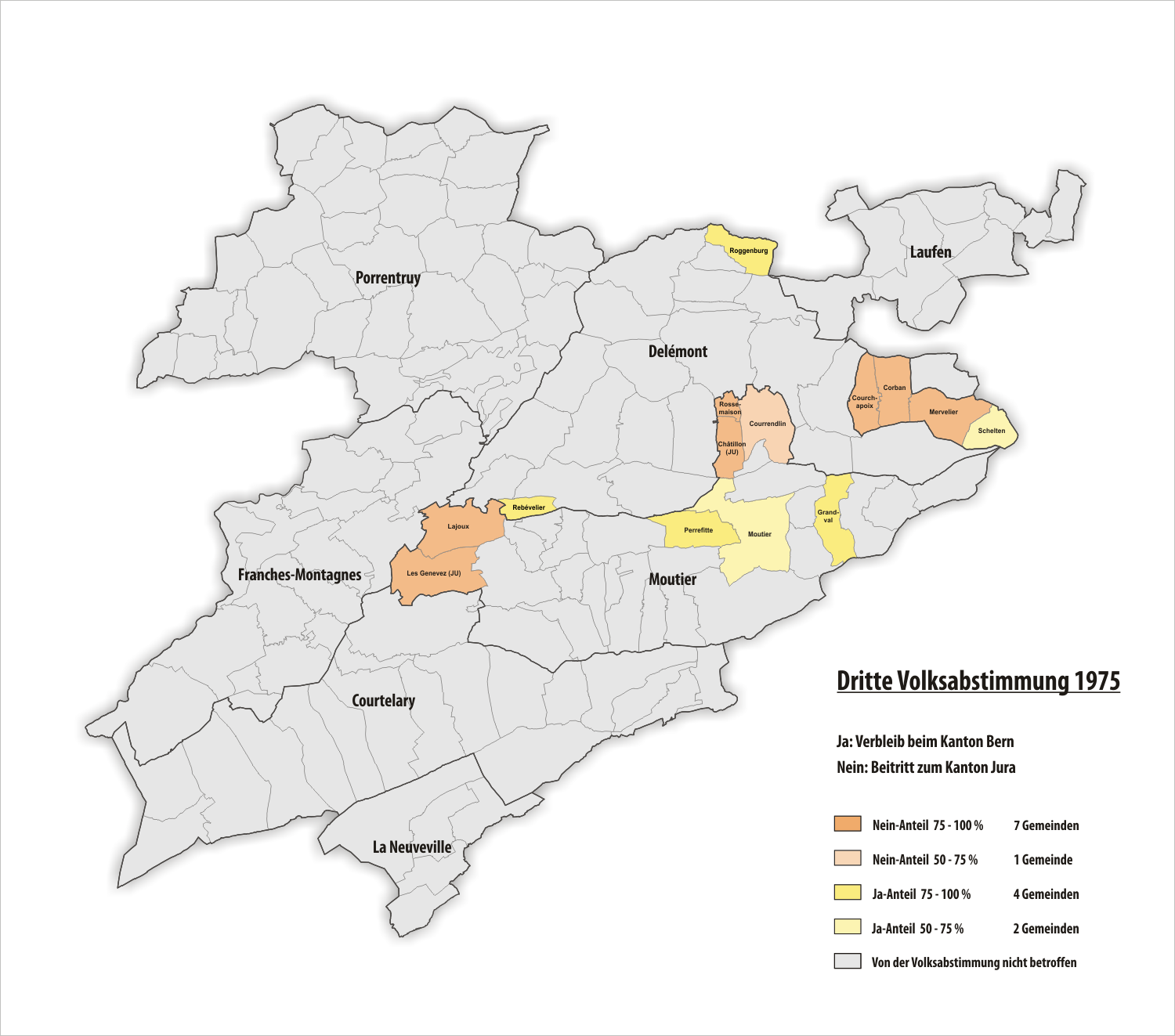
Výsledky třetího jurského referenda (1975)

Novela ústavy nakonec stanovila třetí kolo referenda na úrovni obcí. Ta mohla být vyvolána prostřednictvím lidových iniciativ, a to vždy do dvou měsíců pětinou voličů dané obce. Tuto možnost však měly pouze obce, které ležely na prozatímní kantonální hranici vymezené druhým plebiscitem v Jurovi. Tímto způsobem měla být zaručena geografická jednota budoucího kantonu. V souladu s tím byly způsobilé k hlasování pouze obce v pohraniční oblasti okresů Delémont a Moutier.
O změně kantonu hlasovalo znovu 14 obcí ve třech termínech. Dne 7. září 1975 hlasovaly pro připojení k okresu Delémont (a tím i ke kantonu Jura) obce Châtillon, Corban, Courchapoix, Courrendlin a Rossemaison; Les Genevez se rovněž připojila k jurskému okresu Franches-Montagnes. Grandval, Moutier, Perrefitte a Rebévelier naopak změnu odmítly. Dne 14. září Lajoux a Mervelier souhlasily s přechodem do okresu Franches-Montagnes, respektive Delémont, zatímco Schelten zůstal v kantonu Bern. Nakonec se 19. října Roggenburg rozhodl přejít do okresu Laufen. Změny vstoupily v platnost 1. ledna 1976.
Vzhledem ke stanoveným podmínkám bylo dvěma obcím odepřeno třetí hlasování, přestože se jasnou většinou vyslovily pro změnu kantonu. Ederswiler tehdy nehraničil s okresem, který zůstal Bernu, protože příslušná hraniční situace vznikla až třetím jurským plebiscitem a přesunem Roggenburgu. Totéž platilo i pro Vellerat, který se stal hraniční obcí až po převodu Châtillonu a Courrendlinu, nicméně obě obce uspořádaly neoficiální hlasování bez právní síly, aby vyjádřily svou vůli.

## Vznik kantonu a jeho důsledky

### Nepokoje v Moutieru
Výsledek byl jasný téměř ve všech obcích – s výjimkou okresního města Moutier, kde bernští loajalisté zvítězili poměrně těsným rozdílem 54,1 % hlasů. V noci ze 7. na 8. září 1975 prošly ulicemi města stovky separatistů, kteří si vylévali zlost na symbolech bernské vlády (v některých případech je vyprovokovali antiseparatisté). Když se nepokoje vymkly kontrole, policie nasadila speciální jednotky. Bylo zatčeno 225 osob a několik jich bylo zraněno. Výsledkem bylo, že v Moutieru proti sobě pak po léta stály dva téměř stejně silné nesmiřitelné tábory. K dalšímu vážnému střetu s policií došlo 3. dubna 1977, kdy separatisté v Moutieru protestovali proti záměru kantonální vlády odstranit z ústavy zmínku o jurském lidu. Velká rada návrh o sedm měsíců později schválila a v referendu 26. února 1978 byla s 80,8 % hlasů přijata „Státní ústava kantonu Bern v nových hranicích“, která obsahovala i několik přechodných ustanovení do doby vzniku kantonu Jura. Občané žijící na území budoucího kantonu neměli právo se hlasování účastnit. Násilností v Moutieru postupně ubývalo a konflikt se přesunul do politické roviny. V roce 1982 získali separatisté v obecním zastupitelstvu většinu a od roku 1986 také jmenovali starostu.
Titulní stránky novin obsadila v září 1977 záhadná smrt kadeta Rudolfa Flükigera, způsobená výbuchem ručního granátu. Dodnes není jasné, zda šlo o sebevraždu, dílo jurských separatistů nebo Frakce Rudé armády. Na akcích před, během a po jurském plebiscitu došlo k několika rvačkám a souvisejícím škodám na majetku. Například 30. června 1979 v Tramelanu napadli Sangliers více než 200 Béliers, kteří navštívili pomník básníka Virgila Rossela. 16. března 1980 se konalo shromáždění delegátů Rassemblement jurassien v Cortébertu, který zůstal v kantonu Bern, což Sangliers považovali za provokaci. Několikrát se pokusili vtrhnout do místa konání schůze, ale Béliers jim v tom zabránili. Delegátům se pod policejní ochranou podařilo schůzi dokončit.

### Ústavodárné shromáždění

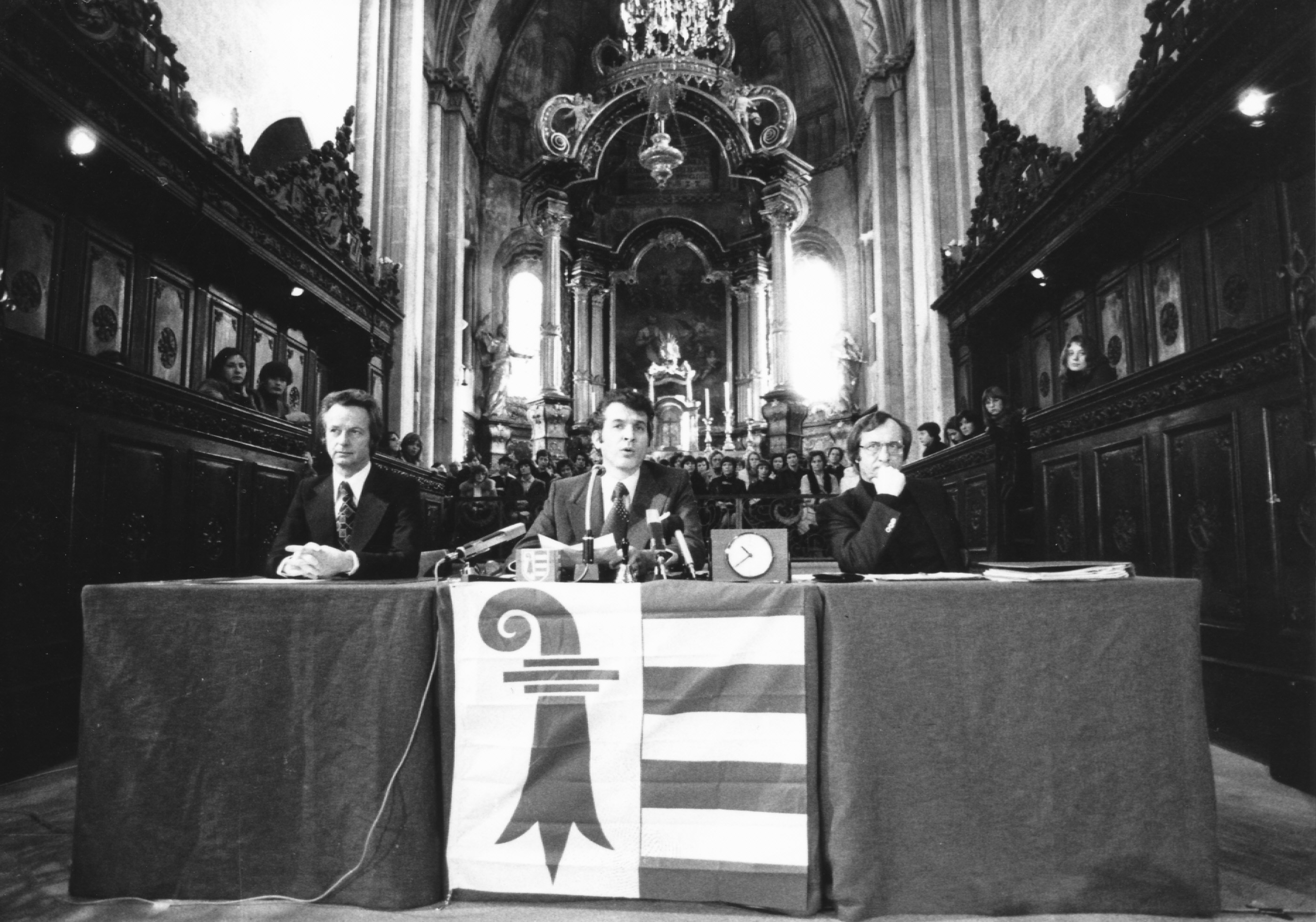
Slavnostní přijetí jurské ústavy 3. února 1977 v kolegiátním kostele v Saint-Ursanne

Po schválení vzniku kantonu Jura voliči na vymezeném území bylo 21. března 1976 zvoleno padesátičlenné ústavodárné shromáždění. Slavnostní zahajovací zasedání se konalo 12. dubna v kostele Saint-Marcel v Delémontu, ustavující zasedání následující den v aule střední školy v Porrentruy. Shromáždění jmenovalo svým předsedou Françoise Lachata, místopředsedy se stali Roland Béguelin a Gabriel Roy.
Dne 22. ledna 1977 shromáždění předložilo budoucí Ústavu republiky a kantonu Jura. Kontroverzní byl článek 138, který stanovil, že kanton může přijmout jakoukoli část Jury, která se řádně oddělí podle spolkového práva a práva kantonu Bern. Článek vyvolal nespokojenost v kruzích loajálních Bernu a o tři měsíce dříve (kdy byl předložen ještě ostřeji formulovaný návrh) dočasně vedl k rozpadu vztahů mezi shromážděním a vládou bernského kantonu. 20. března 1977 voliči v Jurovi ústavu schválili většinou 82,5 % hlasů. Zároveň dali Ústavodárnému shromáždění mandát k tvorbě kantonální legislativy a ochraně zájmů vznikajícího kantonu.

### Založení kantonu
Obě komory Spolkového shromáždění 21. června 1977 ústavu schválily – s výjimkou článku 138, který nedostal spolkový souhlas kvůli své „neslučitelnosti s duchem spolkové solidarity“. Dalším spolkovým dekretem z 9. března 1978 bylo schváleno vytvoření kantonu Jura. 5. září 1978 podepsali Kurt Furgler, Ernst Jaberg a François Lachat jménem Spolkové rady, bernské kantonální vlády a Ústavodárného shromáždění dohodu o rozdělení majetku mezi oba kantony.
Začlenění nového kantonu do Švýcarské konfederace vyžadovalo změnu článku 1 spolkové ústavy, který obsahoval počet a seznam kantonů. Z tohoto důvodu se 24. září 1978 konalo povinné celostátní referendum. 82,3 % voličů a všechny kantony schválily vznik 23. kantonu, přičemž nejnižší podporu měl podle očekávání v kantonu Bern s 69,6 %. Téhož dne se několik tisíc občanů Jury vydalo na radniční náměstí v Delémontu, kde byl krátce po 16. hodině vyhlášen oficiální výsledek. V listopadu si občané Jury zvolili svou vládu, parlament a své zástupce ve Spolkovém shromáždění. Zákonodárná činnost Ústavodárného shromáždění byla ukončena 6. prosince 1978 a kanton Jura získal plnou suverenitu 1. ledna 1979. Od té doby se termín Bernský Jura používá pouze pro jižní okresy Jury, které zůstaly v kantonu Bern.

### Napětí mezi separatisty
Ihned po vzniku kantonu se zájmy RJ a vlády Jury začaly rozcházet. Tvrdé jádro separatistů kolem Rolanda Béguelina pokračovalo v nekompromisní politice a nadále očerňovalo bernskou kantonální vládu a Spolkovou radu, protože podle nich byly v otázce Jury stále nepružné. Přestože i jurská vláda usilovala o sjednocení s Bernským Jurou, chtěla toho dosáhnout prostřednictvím dialogu a usmíření. V důsledku toho se její vztahy s Béguelinem znatelně zhoršily a mezi bývalými souputníky došlo k rozkolu. S postupem své vlády nesouhlasili ani Béliers. Zatímco Sangliers po incidentech v Tramelanu a Cortébertu výrazně omezili své aktivity, Béliers se v roce 1981 od RJ organizačně odtrhli a začali symbolicky bojovat proti Bernu. Například 1. června 1984 svrhli z podstavce pomník Le Fritz a o dva dny později ukradli kulturně a historicky významný kámen Unspunnenstein, který zůstal nezvěstný více než 15 let.

### Žádosti o změnu kantonu od Velleratu a Ederswileru

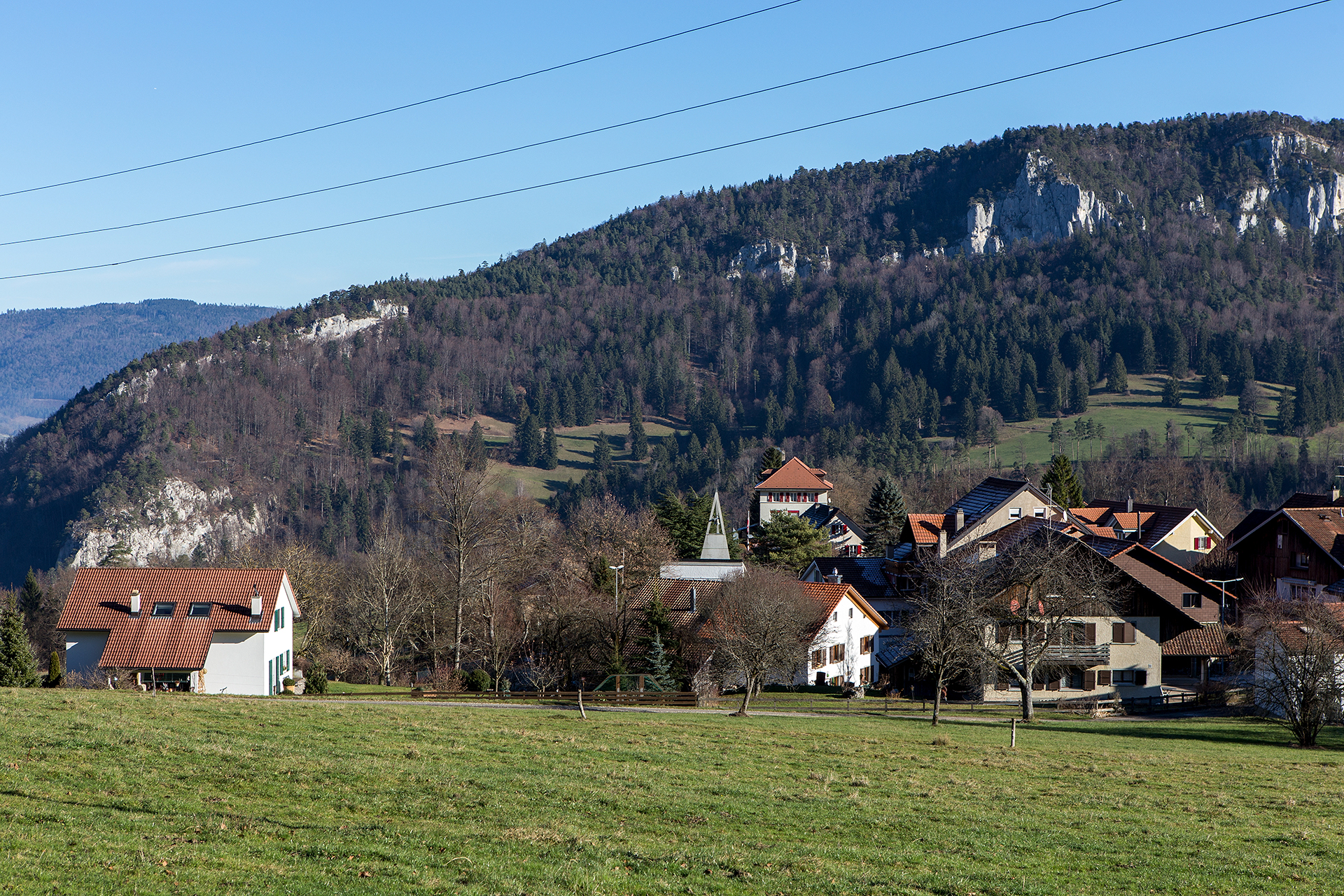
Obec Vellerat

Od roku 1979 se bernská kantonální vláda snažila jednat s vládou Jury o obcích Vellerat a Ederswiler, které se nemohly zúčastnit třetího kola plebiscitu v Jurovi. Bernská strana předpokládala výměnu Velleratu za Ederswiler; obě obce mají okolo 100 obyvatel. Spolková rada však v lednu 1980 vyslovila názor, že „připojení [...] k jinému kantonu není pouhou úpravou hranic, ale postoupením území mezi kantony“. Dále uvedla, že se tím „mění vzájemná rovnováha sil a spolková rovnováha [...] Takové připojení proto podléhá souhlasu lidu a kantonů“. Spolková rada byla rovněž toho názoru, že než se vyřeší případy Vellerat a Ederswiler, by bylo lepší počkat na vyjasnění otázky okresu Laufen. Obyvatelé Jury výměnu odmítli a obvinili Bern, že chce „amputovat území Jury“. Výměna pro ně byla přijatelná pouze v případě, že by byl odstoupen celý Bernský Jura. Zástupci Jury, Bernu a spolkové vlády se od roku 1981 pokoušeli najít smírné řešení. Na protest proti pomalému jednání se Vellerat 11. srpna 1982 prohlásil za „svobodnou obec“. Zřídil pohraniční stanici a vydával „obecní pasy“. Obyvatelé se již neúčastnili kantonálních hlasování a bojkotovali také sčítání lidu. Ederswiler zase marně podal několik petic.

### Referenda v Laufentalu

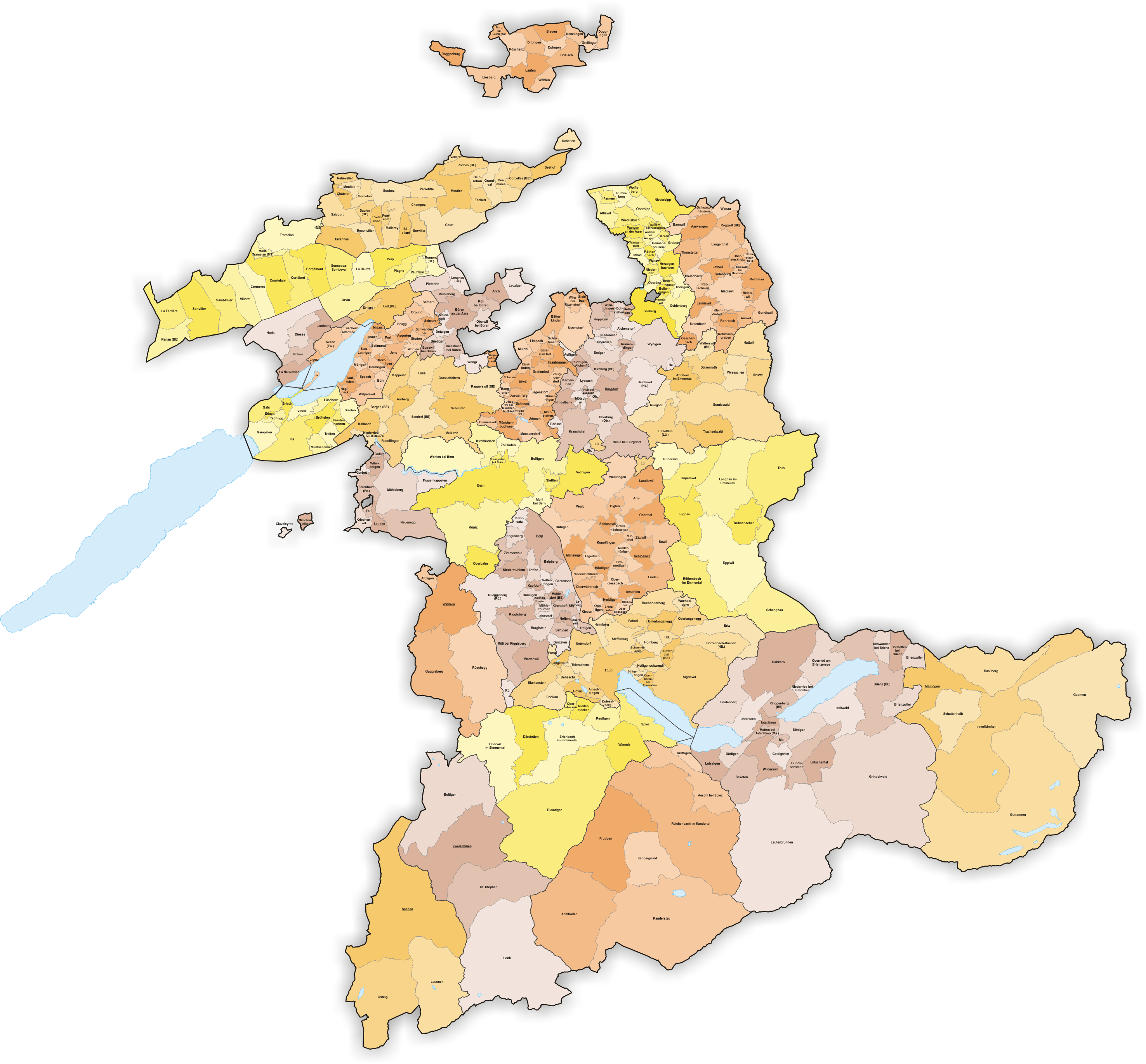
Mapa kantonu Bern od roku 1979; Laufental na severu jako exkláva

Od roku 1974 bylo jasné, že Laufental bude prozatím bernskou exklávou. Od roku 1976 zkoumala občany zvolená okresní komise Laufentalu jak zvláštní status v rámci kantonu Bern, tak možnou příslušnost ke kantonům Basilej-venkov, Basilej-město nebo Solothurn. Zpočátku projevil skutečný zájem o připojení Laufenu pouze kanton Basilej-město, což ostatní dva kantony dostalo do úzkých: Basilej-venkov se obával, že by mohla být nastolena otázka sjednocení obou Basilejí, a Solothurn se obával, že by se jeho exklávy Kleinlützel a Leimental mohly také chtít oddělit.
Mezistranický výbor „Ano nejlepšímu řešení“ zahájil lidovou iniciativu otázkou „Chcete zahájit řízení o připojení okresu Laufen k sousednímu kantonu?“ a předložil ji s podporou okresní komise 18. listopadu 1977. Dne 18. června 1978 občané Laufentalu iniciativu schválili 65,1 % hlasů. Ve druhém kroku, 13. ledna 1980, hlasovali o tom, kterému kantonu by dali přednost v případě následného postupu. Většina z nich hlasovala pro Basilej-venkov (51,5 %), následovaly Solothurn (32,5 %) a Basilej-město (16,0 %). Ve třetím kole 16. března 1980 zvítězila Basilej-venkov (65,0 %) před Solothurnem (35,0 %). Okresní komise tak dostala za úkol vyjednat s orgány Basileje-venkova veškeré náležitosti případné změny kantonu. Jednání trvala téměř tři roky a vyústila v Laufentalskou smlouvu, která byla podepsána 10. ledna 1983.
Rozhodující referendum bylo naplánováno na 11. září 1983. Obě strany vedly emotivní kampaň za referendum, na jedné straně stál probasilejský výbor „Ano nejlepšímu řešení“, na druhé straně hnutí Aktion bernisches Laufental (ABL), které zahrnulo okres nebývalou vlnou propagandy. Voliči se nakonec při 93% účasti a 56,7 % hlasů rozhodli překvapivě jasně pro setrvání s Bernem. Zdálo se, že obyvatelé věrní Bernu mají navrch, ale pak události nabraly rychlý spád.

## Dopady finanční aféry v Bernu

### Ovlivňování prostřednictvím tajných plateb

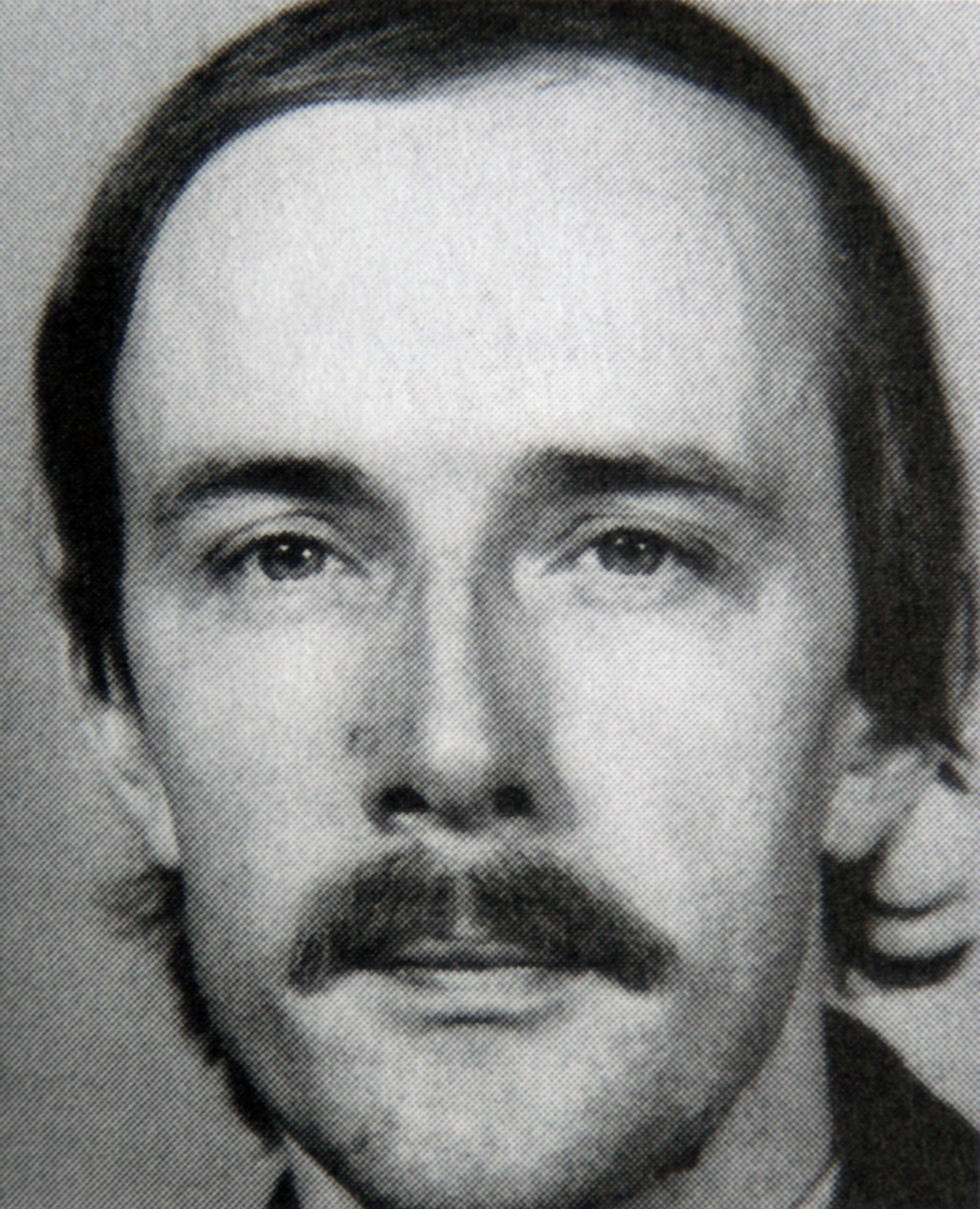
Rudolf Hafner

V srpnu 1984 vystoupil auditor bernské kantonální správy Rudolf Hafner jako whistleblower a zveřejnil porušení různých ustanovení zákona o rozpočtu a zneužití peněz daňových poplatníků a prostředků z loterijního fondu SEVA. Mimo jiné byly údajně prostřednictvím účtu pro „nepředvídané události“ tajně převáděny velké částky peněz organizacím loajálním Bernu v Jurovi a Laufentalu. Peníze byly údajně nezákonně použity také na úhradu společenských akcí pořádaných kantonální správou, jakož i na rekreační cesty a soukromé výdaje členů kantonální vlády. V důsledku těchto odhalení zřídila Velká rada zvláštní vyšetřovací komisi. Její první zpráva ze srpna 1985 potvrdila všechna obvinění, navíc částky byly v některých případech ještě vyšší, než se původně předpokládalo. Jen v letech 1980 až 1983 obdržela Force démocratique na financování své činnosti 120 000 franků. Radio Jura bernois dostalo 125 000 franků a výše zmíněná ABL 333 281 franků. Vláda kantonu Bern se v říjnu 1985 přiznala a sdělila, že některé tajné platby začaly již v roce 1974. Do roku 1982 bylo bernským protiseparatistickým organizacím vyplaceno celkem 730 000 franků s cílem ovlivnit plebiscity v Jurovi a referenda v Laufentalu. Z revizní zprávy ABL, zveřejněné v březnu 1986, rovněž vyplynulo, že 85 % jejího rozpočtu bylo financováno tajnými platbami z Bernu. To jí umožnilo prakticky ovládnout veřejné mínění v údolí Laufental. Bernská finanční aféra zaměstnávala politiky i justici po několik let.

### Nová debata o údolí Laufental
Tato odhalení dala impuls hnutí Laufentaler Bewegung („Laufentalské hnutí“), zastřešující organizaci spolků podporujících připojení k Basileji-venkovu, která byla založena v předchozím roce. V září 1985 podalo pět členů volební stížnost Velké radě a okresní rada (jak se nyní nazývala okresní komise) vydala formální žádost o provedení podrobnějšího šetření a vrácení peněz vyplacených bez právního podkladu. Kromě toho přišel návrh velkostatkáře Jürga Schärera, který vzhledem k masivnímu ovlivňování voleb požadoval nové hlasování v Laufentalu. O měsíc později Velká rada rozhodla, že se stížností pěti obyvatel Laufentalu nebude zabývat, protože uplynula lhůta pro podání stížnosti; Schärerův návrh rovněž zamítla. Pouze přijala podání okresní rady jako nezávaznou petici.
Okresní rada poté podnikla další kroky a podala Spolkové radě novou stížnost, v níž ji požádala o zřízení nezávislé vyšetřovací komise a uspořádání nového hlasování. Laufentalské hnutí zase podalo ústavní stížnost ke Spolkovému nejvyššímu soudu, který této stížnosti 18. března 1987 vyhověl. Velká rada kantonu Bern se musela záležitostí zabývat znovu, ale 3. listopadu 1987 ji zamítla. Hnutí podalo další ústavní stížnost, v níž tvrdilo, že kanton Bern nezákonně ovlivnil utváření veřejného mínění. Spolkový nejvyšší soud 20. prosince 1988 rozhodl, že hlasování z roku 1983 musí být opakováno. Vyslovil přitom názor, že kantonální vláda neměla právo finančně přispívat na kampaň před referendem.

### Žaloba podaná kantonem Jura u Spolkového nejvyššího soudu

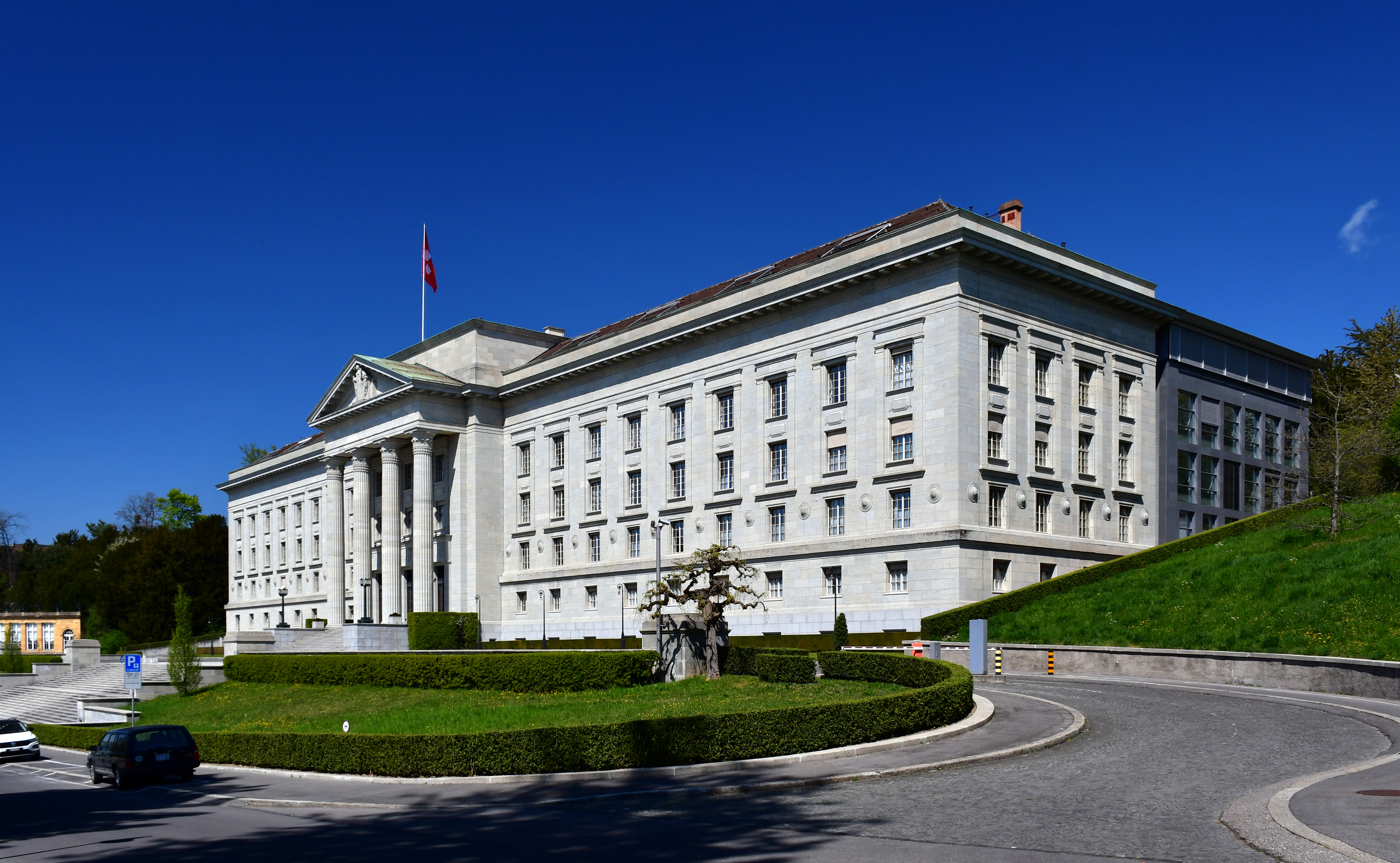
Spolkový nejvyšší soud v Lausanne

Dne 14. listopadu 1985 požádala vláda kantonu Jura Spolkovou radu o podrobné prošetření, neboť finanční podpora protiseparatistických organizací nepřípustně zkreslila plebiscity v Jurovi v letech 1974/75. Ty by se měly opakovat, aby obyvatelstvo mělo možnost vyjádřit svou vůli bez ovlivňování. Dne 22. ledna 1986 prohlásila Spolková rada, že to není v její kompetenci, a postoupila případ Spolkovému nejvyššímu soudu. Současně deklarovala ochotu nadále působit jako prostředník všech zúčastněných stran. Když 24. června 1987 zamítla i žádost o opětovné projednání, požádala vláda Jury Spolkové shromáždění, aby pověřilo Spolkovou radu, aby se její žádostí zabývala, nebo aby samo přijalo potřebná opatření. Spolkové shromáždění stížnost 9. června 1988 zamítlo. 16. ledna 1989 požádala vláda Jury Spolkový nejvyšší soud, aby její žádost posoudil jako ústavní stížnost. Požadovala podrobné prošetření toku finančních prostředků, zrušení druhého a třetího plebiscitu v Jurovi v okresech Courtelary, La Neuveville a Moutier a opakování těchto hlasování s tím, že veškeré náklady a výdaje ponese kanton Bern.
Spolkový nejvyšší soud petici zamítl 13. března 1991. Kanton Jura podle něj nemá právo si stěžovat na případné nesrovnalosti v této věci, protože v dané době ještě nebyl subjektem ústavního práva. Kromě toho sporné hlasování organizoval kanton Bern, a proto se na vnitřní předpisy upravující organizaci tohoto kantonu (včetně odtržení části jeho území a obyvatelstva) mohou odvolávat v zásadě jen občané kantonu Bern s volebním právem. Vláda Jury požádala o schůzku se Spolkovou radou, která se uskutečnila 9. dubna. Kritizovala skutečnost, že skutečnosti bernské finanční aféry nebyly sankcionovány, přestože okres Laufen vyhrál svůj spor u Spolkového nejvyššího soudu. Kromě toho případ Moutier, kde došlo ke změně většinového názoru, ukázal, že otázka Jury není zdaleka vyřešena.

### Přechod Laufentalu do kantonu Basilej-venkov

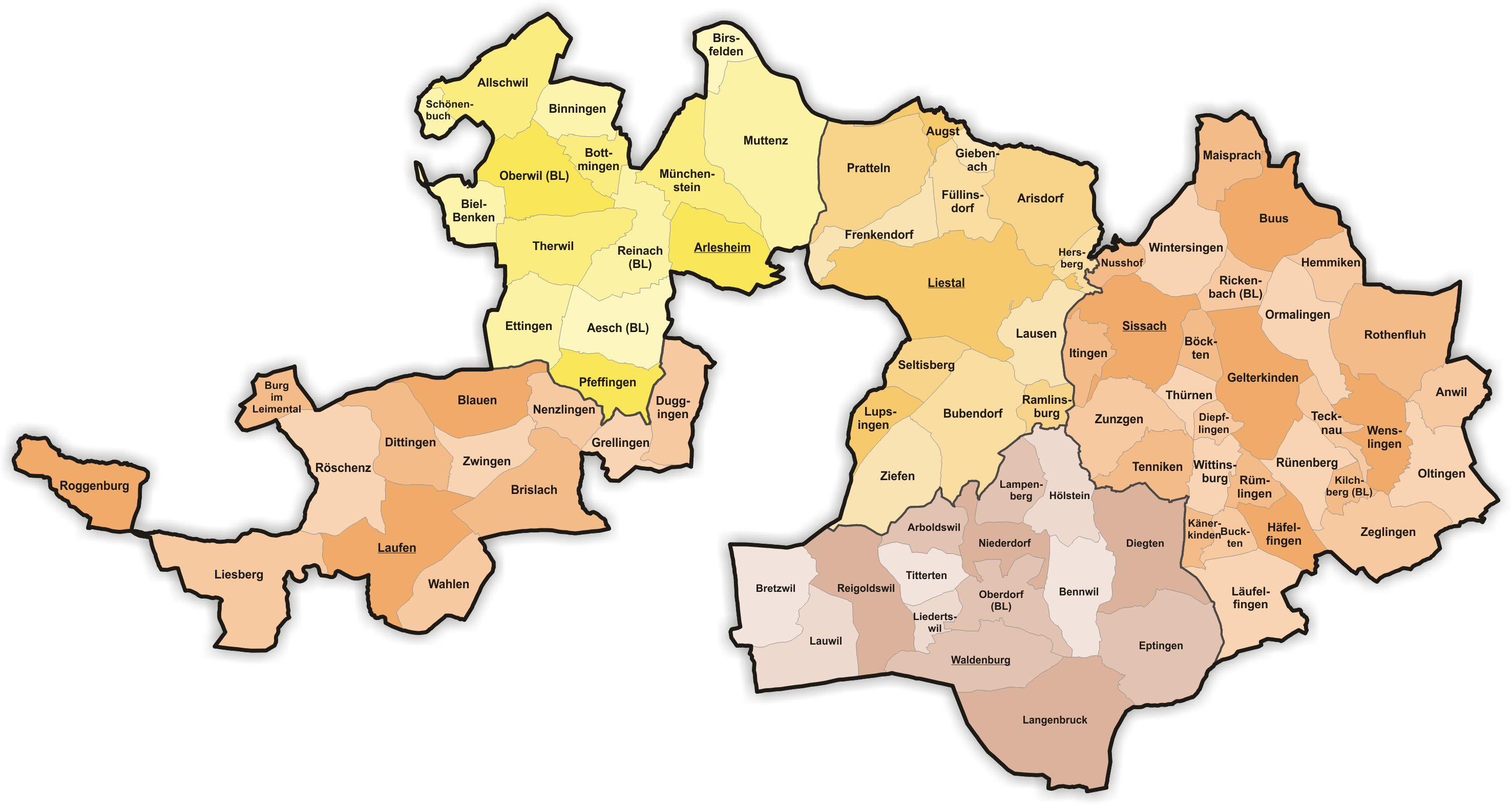
Kanton Basilej-venkov po připojení Laufentalu (na západě)

Zrušení referenda o Laufentalu okamžitě vyvolalo novou diskusi, která brzy nabyla rozměrů podobných těm z roku 1983. Laufentalské hnutí bylo mnohem bojovnější a aktivističtější než jeho předchůdce, výbor „Ano nejlepšímu řešení“, pěstovalo také úzké vztahy se separatisty z Jury a mělo mládežnické hnutí Junge Kraft Laufental (JKL), které bylo vytvořeno zjevně po vzoru Béliers. Umírněný výbor Jo zum Baselbiet („Ano basilejskému venkovu“) navíc vynikal věcnými informacemi a zdržel se osobních útoků. 12. listopadu 1989 zaznamenalo referendum rekordní účast 93,6 %. Příznivci připojení k Basileji-venkovu zvítězili s 51,7 % hlasů. Přestože při následné kontrole nebyly zjištěny žádné nesrovnalosti, Velká rada 5. února 1990 v rozporu s návrhy kantonální vlády a komise pro spravedlnost hlasování zrušila poměrem hlasů 102:78 a schválila stížnost ABL. O měsíc později bylo podáno odvolání hnutí Laufental ke Spolkovému nejvyššímu soudu. Ten 13. března 1991 zrušil rozhodnutí Velké rady a nařídil soudu nižší instance, aby hlasování prohlásil za platné. Velká rada mu 25. června vyhověla 95 hlasy proti 20.
Dne 22. září 1991 se voliči kantonu Basilej-venkov vyslovili z 59,3 % pro úpravu ustanovení Laufentalské smlouvy, načež kantonální vláda (22. listopadu 1991) a kantonální rada (22. února 1992) schválily připojení Laufentalu. Když připojení posvětilo i Spolkové shromáždění, následovalo 26. září 1993 povinné referendum na spolkové úrovni. Změnu kantonu schválilo 75,2 % voličů a všechny kantony, z toho 52,6 % v samotném Laufentalu. Od 1. ledna 1994 patří okres Laufen ke kantonu Basilej-venkov.

## Další vývoj a napjaté vztahy

### Iniciativa UNIR
Vztahy mezi kantony Bern a Jura zůstaly napjaté. V roce 1988 předložilo Rassemblement jurassien kantonální lidovou iniciativu UNIR („sjednocení“). Zkratka znamenala Une Nécessité Incontournable: la Réunification („Nevyhnutelná nutnost: sjednocení“). Iniciativa požadovala, aby „institucionální jednota Jury byla jedním z hlavních cílů kantonu“. Proto musí „poskytnout politické, finanční, kulturní a právní prostředky k dosažení tohoto cíle“. Konkrétně požadovala vypracování prováděcího zákona k článku 138 zákona o sjednocení; tento článek ovšem Spolkové shromáždění již předtím zamítlo. Poté, co parlament 20. prosince 1990 iniciativu bez jediného hlasu proti schválil, bernská kantonální vláda okamžitě podala ústavní stížnost ke Spolkovému nejvyššímu soudu. Soud 17. června 1992 prohlásil iniciativu za neplatnou a nařídil orgánům Jury, aby se jí neřídily. Přesto jurský parlament přijal zákon o sjednocení.

### Widmerova komise
Spolková rada, bernská kantonální vláda a vláda Jury zřídily 9. března 1992 nezávislou komisi, která měla najít řešení jurské otázky. Jejím předsedou byl Sigmund Widmer, bývalý švýcarský ministr a starosta Curychu. Ve své zprávě, zveřejněné 7. dubna 1993, pětičlenná komise konstatovala, že rozdělení Jury bylo chybou. Navrhla sjednocení ve dvou etapách do roku 2000. Nejprve měla komise složená ze stejného počtu členů z kantonu Jura a z Bernského Jury a vedená neutrálním předsedou zahájit dialog. Měla vypracovat záruky ve prospěch Bernského Jury po případném sjednocení. Pokud by dohodu přijali voliči obou regionů, byla by cesta k vytvoření nového kantonu volná. V případě neúspěchu tohoto projektu komise upřednostnila polokanton „Jižní Jura“ před statutem autonomie v kantonu Bern. V krajním případě by se muselo uvažovat o změně kantonu u obcí se separatistickou většinou.
Komise se rovněž zabývala případy obcí Vellerat a Ederswiler, které bylo třeba řešit okamžitě. Zatímco separatisté byli se zprávou komise spokojeni, odpůrci separatismu předložili petici, kterou podepsalo 19 000 lidí. Vyzvala bernskou kantonální vládu, aby na zprávu nereagovala. Ta sice 2. července 1993 závěry zprávy odmítla, ale zároveň dospěla k závěru, že případ Vellerat musí být vyřešen, a zahájila za tímto účelem jednání. Znovu se objevila myšlenka výměny Velleratu za Ederswiler, kterou kanton Jura opět odmítl. V Ederswileru zájem o změnu kantonu mezitím opadl a obec již neměla společnou hranici s kantonem Bern.

### Aféra Hêche a další vlna útoků
V noci na 13. října 1986 došlo k vandalskému útoku na Kašnu spravedlnosti v bernském Starém městě a socha Spravedlnosti na sloupu kašny byla téměř zcela zničena. Přestože se k činu Béliers nikdy nepřihlásili, byl jim připsán. Aktivista Pascal Hêche se v souvislosti s jiným trestným činem ke zničení sochy přiznal. V březnu 1989 ho bernský okresní soud odsoudil k 22 měsícům vězení a pokutě 200 000 franků. Rozsudek potvrdily v červenci 1990 bernský Nejvyšší soud a v prosinci 1991 kasační soud Spolkového nejvyššího soudu. Hêche, který žil v Bernském Jurovi, uprchl do kantonu Jura, kde požádal o azyl. Na základě článku spolkové ústavy, který nebyl 70 let aplikován, odmítla vláda kantonu Jura vydat Hêcheho do Bernu s odůvodněním, že jeho čin byl politicky motivován; místo toho si měl trest odpykat v kantonu Jura. V březnu 1993, krátce po začátku Hêcheho věznění, parlament vyhověl žádosti o milost a zprostil ho poloviny trestu. Bernská kantonální vláda se rozhodla neodvolávat se ke Spolkovému nejvyššímu soudu, protože to považovala za zbytečné.
V září 1987 provedla neznámá skupina pachatelů, odvolávající se na FLJ, která byla rozpuštěna o dvě desetiletí dříve, několik žhářských útoků na armádní muniční sklady a střelnice. Zatímco vláda Jury tyto činy odsoudila a označila je za kontraproduktivní pro dosažení cíle sjednocení, RJ a Béliers projevili jistou míru pochopení. Dne 5. dubna 1989 byl žhářským útokem zničen historický dřevěný most v Bürenu an der Aare. Novinový článek nalezený na místě činu naznačoval, že se Béliers chtěli pomstít za prvoinstanční odsouzení Pascala Hêcheho; přímou souvislost se však nikdy nepodařilo prokázat a pachatelé zůstali nevypátráni. V květnu 1992 vyhořela malá německojazyčná škola v mennonitské osadě Montbautier a o měsíc později pila člena Národní rady Marca-André Houmarda v Malleray (která byla zasažena již v roce 1963). Vlna útoků náhle skončila počátkem roku 1993: zradikalizovaný separatista Christophe Bader, který se od Béliers stále více distancoval, chtěl ze solidarity s Hêchem provést několik bombových útoků, a to i na bernskou radnici. Když tam 7. ledna ráno mířil, nálož v jeho autě předčasně vybuchla a zabila ho. Generální prokuratura zatkla dva komplice a v několika úkrytech našla rozbušky a velké množství výbušnin. Baderovu účast na předchozích útocích se nikdy nepodařilo zcela objasnit, předpokládá se však.

### Dohoda a změna kantonu u Velleratu

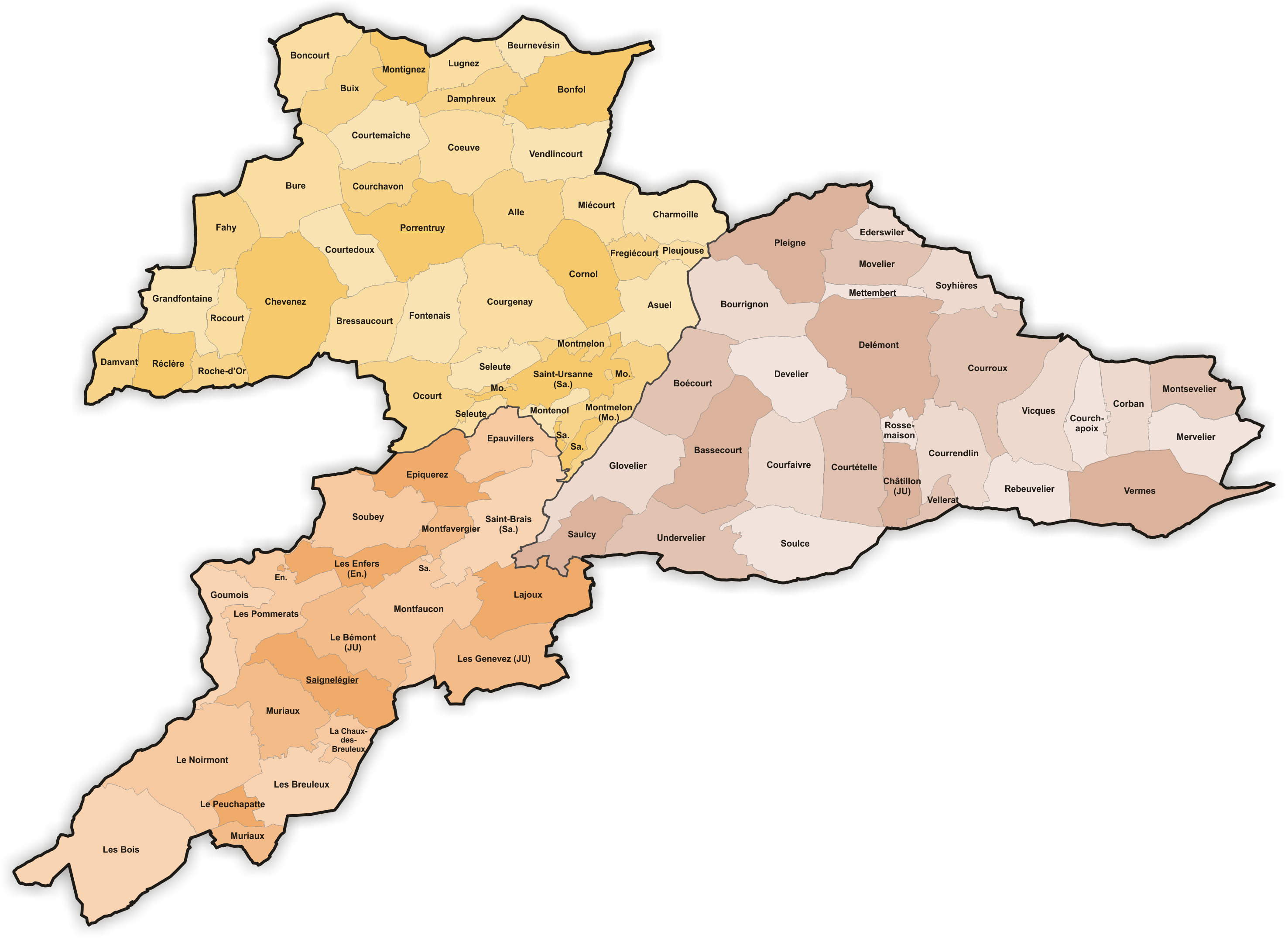
Kanton Jura od roku 1996

Neúspěšný bombový útok a zpráva Widmerovy komise se staly podnětem k politickému urovnání konfliktu v Jurovi. V kantonu Solothurn proběhla za zprostředkování spolkové vlády tajná jednání, která vedla k dohodě mezi oběma kantonálními vládami. Dne 25. března 1994 podepsali spolkový ministr Arnold Koller, bernský ministr Hermann Fehr a jurský ministr Jean-Pierre Beuret „Dohodu o institucionalizaci dialogu mezi jednotlivými částmi Jury“. Kanton Jura se zavázal, že již nebude zpochybňovat výsledky jurského plebiscitu a odloží zákon UNIR. Na základě této dohody bylo také vytvořeno Mezijurské shromáždění, jehož cílem bylo najít smírné řešení jurské otázky. Pět dní předtím se separatistické organizace Rassemblement jurassien a Unité jurassienne spojily do Mouvement autonomiste jurassien („Autonomistické hnutí Jura“, MAJ). To si podpis ze strany jurské vlády vyložilo jako „zradu“. Mezijurské shromáždění, složené z 24 jmenovaných členů s rovným zastoupením a vedené bývalým spolkovým ministrem Reném Felberem, zahájilo 11. listopadu svou činnost.
Dohoda přiznala obci Vellerat právo hlasovat o své kantonální příslušnosti. Dne 30. června 1994 předložila bernská vláda „zákon o Velleratu“, který byl 7. listopadu schválen Velkou radou. 12. března 1995 jej bernští voliči schválili většinou 84,3 % (v samotném Velleratu nikdo nehlasoval proti). Obyvatelé Jury schválili přistoupení 25. června většinou 91,9 %, Spolkové shromáždění v souladu s tehdejším právním stavem vypsalo povinné referendum, které se konalo 10. března 1996 a skončilo většinou 91,6 % hlasů pro a souhlasem všech kantonů; Vellerat opět nezaznamenal ani jeden hlas proti. K převodu došlo 1. července 1996. Od celkové revize spolkové ústavy v roce 1999 není referendum při převodu území mezi kantony povinné.
Na návrh starosty Maxima Zubera se obecní zastupitelstvo Moutieru na konci roku 1997 rozhodlo uspořádat obecní referendum o převodu města do jiného kantonu. Bernská kantonální vláda upozornila, že by se jednalo o čistě konzultativní referendum, které by nebylo právně závazné. Referendum se konalo 29. listopadu 1998 a jeho výsledkem bylo odmítnutí velmi těsnou většinou (50,5 % hlasů). Separatisté se ve své interpretaci výsledku shodli na tom, že nedošlo ke změně nálad, ale že se někteří jejich vlastní příznivci vyslovili proti tomu, aby se od Bernu samostatně oddělilo hlavní město okresu.

## Pokus o konečné řešení jurské otázky

### Mezijurské shromáždění
V prvních letech své činnosti předkládalo Mezijurské shromáždění rezoluce k různým tématům, jako je hospodářství, zdravotnictví, doprava, vzdělávání a komunikace. Dne 20. prosince 2000 přijalo usnesení č. 44, v němž vyzvalo kanton Bern, aby do konce roku 2003 poskytl Bernskému Jurovi statut autonomie. Měla být také výrazně rozšířena přeshraniční spolupráce a vytvořeny základy nového kantonu zahrnujícího oba regiony. Vláda Jury přijala usnesení v plném rozsahu v roce 2001, ale bernská kantonální vláda pouze částečně, protože se domnívala, že navrhovaná autonomie je příliš rozsáhlá.
V září 2003 předložilo hnutí Mouvement autonomiste jurassien (MAJ) lidovou iniciativu Un seul Jura („Jediný Jura“), která vyzvala Mezijurské shromáždění, aby se zabývalo novým kantonem Jura se šesti okresy. Parlament kantonu Jura přijal tuto iniciativu proti vůli vlády 17. listopadu 2004 a prováděcí zákon schválil 26. dubna 2006. 16. června 2004 přijala Velká rada Bernu zvláštní statut pro Bernského Juru, který stanovil určitý stupeň autonomie s kompetencemi v oblasti školství a kultury a vstoupil v platnost 1. ledna 2006. Ve stejném roce vznikl výbor Conseil du Jura bernois, který převzal decentralizovanou správu ve vymezených oblastech, ale neměl legislativní funkci. Vzhledem k tomu, že separatisté dosáhli v prvních volbách do této rady překvapivě dobrých výsledků, cítili se povzbuzeni k dalšímu úsilí o sjednocení.
V červnu 2006 zahájilo Mezijurské shromáždění práce na studii o novém kantonu se šesti okresy. Průběžná zpráva zveřejněná 18. února 2008 předpokládala nejen sjednocení, ale i rozsáhlé slučování obcí. Nový kanton, který by změnil svůj název i vlajku, by pak měl pouze šest obcí místo dosavadních 132; jako s hlavním městem se počítalo s Moutierem. Separatistické kruhy tento návrh chválily jako odvážný a perspektivní, zatímco strana nakloněná Bernu jej považovala za odsouzený k neúspěchu. 4. května 2009 byla předložena závěrečná zpráva, která specifikovala čtyři varianty: sjednocení kantonu Jura a Bernského Jury, vytvoření dvou polokantonů, vytvoření nového kantonu se šesti obcemi a „status quo+“, tj. zvláštní status pro Bernského Juru v rámci kantonu Bern. Zatímco vláda Jury byla pro sjednocení, bernská kantonální vláda upřednostňovala „status quo+“.

### Odmítnutí sjednocení
Jednání mezi oběma kantonálními vládami o uspořádání referenda vyústila 20. února 2012 v podpis dohody ministryní Jury Elisabeth Baume-Schneiderovou a jejím bernským kolegou Bernhardem Pulverem. Voliči v kantonu Jura a Bernském Jurovi měli mít možnost rozhodnout, zda mají být zahájena jednání o novém kantonu tvořeném oběma regiony. Pro kanton Jura bylo naplánováno hlasování o novém ústavním článku a pro Bernského Juru hlasování poradní. V případě schválení v obou regionech by byla zahájena jednání o mezikantonálním konkordátu, který by určil další postup. Po dalším hlasování o dojednaném konkordátu by ustavující shromáždění vypracovalo pro nově vzniklý kanton ústavu. Pokud by i třetí hlasování o ústavě přineslo většinu hlasů, vznikl by po schválení Spolkovým shromážděním nový kanton.
Zatímco v kantonu Jura hlasovala 24. listopadu 2013 většina 76,6 % pro nový společný kanton, v Bernském Jurovi se proti němu vyslovilo 71,9 %. V Bernském Jurovi zaznamenal většinu „pro“ pouze Moutier (55,4 %), zatímco v Belprahonu bylo hlasování nerozhodné. Podle dohody z roku 2012 mohly být do dvou let podány žádosti o uspořádání komunálních referend, v nichž měla být závazně položena otázka přesunu do kantonu Jura. Této možnosti využily kromě Moutieru také Belprahon, Crémines, Grandval a Sorvilier. Stále však pro to neexistoval žádný právní základ. V říjnu 2015 předložila bernská vládní rada návrh, který 26. ledna 2016 schválila Velká rada. V květnu 2017 obce Crémines a Grandval prohlásily, že si referendum nakonec nepřejí, a jako důvod uvedly své rozhodnutí nerealizovat plán sloučení s Moutierem.
Aby se co nejvíce zabránilo nesrovnalostem, dohodli se spolková ministryně Simonetta Sommarugová a vedení obou kantonů v srpnu 2016 na několika pro Švýcarsko neobvyklých opatřeních. Spolkové ministerstvo spravedlnosti například zajistilo volební pozorovatele, kteří nebydleli v žádném z kantonů. Korespondenční hlasy musely být zasílány spolkovému úřadu, nikoliv jako obvykle obecní správě. Přeprava hlasovacích lístků podléhala dodatečným bezpečnostním opatřením. Aby se zabránilo „volební turistice“, byly z hlasování vyloučeny osoby, které se do kantonu přistěhovaly po stanoveném termínu (tři měsíce před hlasováním). Na rozdíl od zákonných plebiscitů ze 70. let 20. století proběhla příprava na hlasování v klidu, vzájemné provokace a nevraživost se omezily na příspěvky na sociálních sítích.

### Změna kantonu v Moutieru

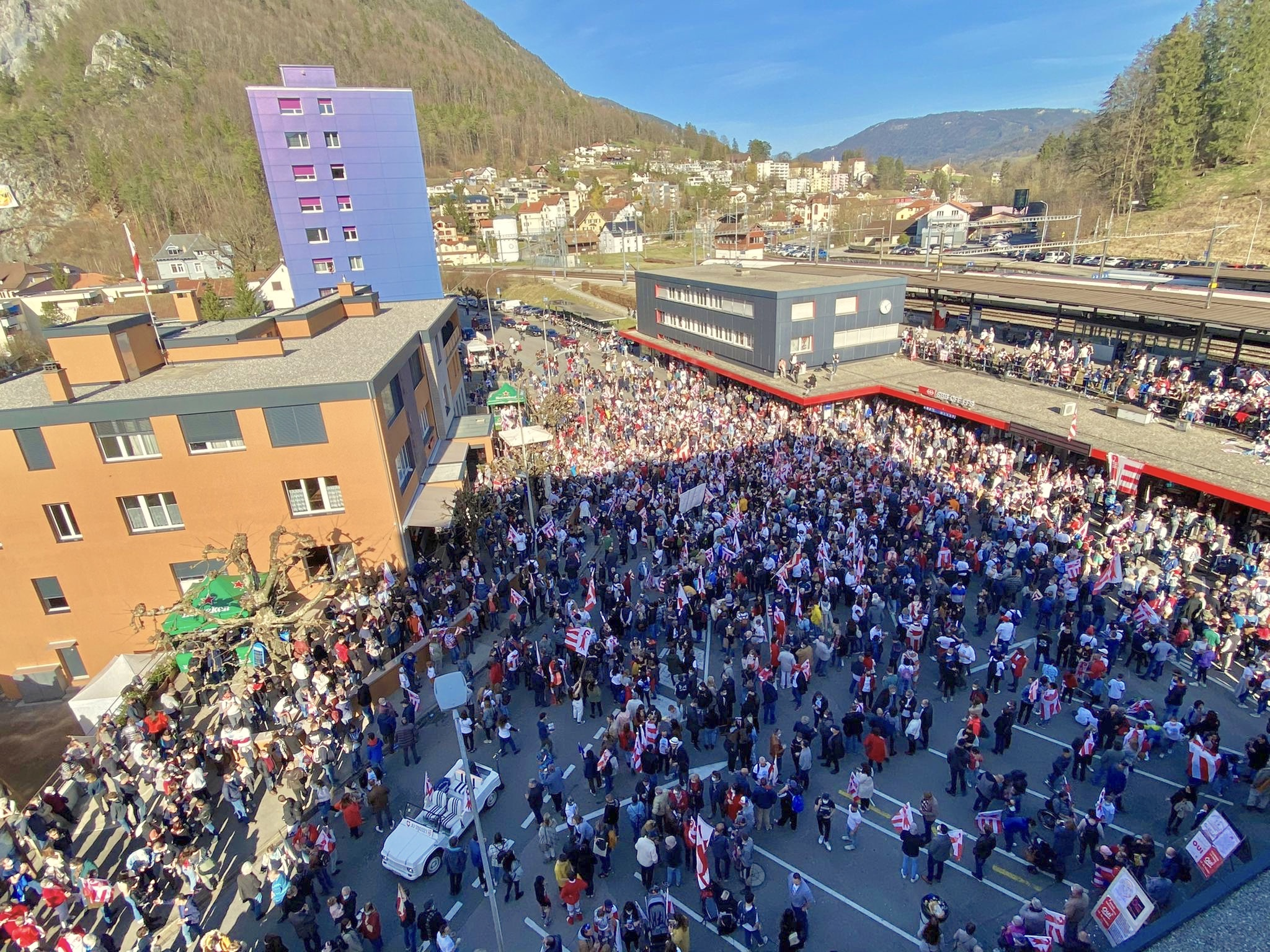
Voliči v Moutieru čekají na vyhlášení výsledků referenda

V komunálním hlasování 18. června 2017 se Moutier rozhodl pro změnu na kanton Jura s 51,7% podílem hlasů a 89,7% účastí. 17. září se však Belprahon 51,5 % a Sorvilier 66,1 % hlasů vyslovily pro setrvání v kantonu Bern. Mezijurské shromáždění se pak rozpadlo a kanton Jura zrušil zákony o znovusjednocení UNIR a Un seul Jura. Jen několik dní po hlasování v Moutieru přišla desítka stížností na nesrovnalosti. Všeobecně se čekalo, že budou zamítnuty. O to větší bylo překvapení, když zástupkyně kantonální vlády v Bernském Jurovi Stéphanie Niederhauserová 2. listopadu 2018 výsledek hlasování zrušila. Jako důvod uvedla „problémy s neutralitou propagace voleb obcí“ a „závažné nedostatky v organizaci hlasování“. Vláda Jury vyjádřila údiv, neboť toto hlasování bylo „nejsledovanějším v dějinách Švýcarska“; o několik dní později protestovalo v Moutieru více než 5000 lidí. 23. srpna 2019 bernský správní soud částečně zamítl odvolání obecního zastupitelstva a výboru Moutier ville jurassienne. Přestože obvinění z „nedostatku systematické kontroly voličů“ prý bylo neoprávněné, jednotlivé zjištěné nesrovnalosti měly částečný vliv na výsledek hlasování.

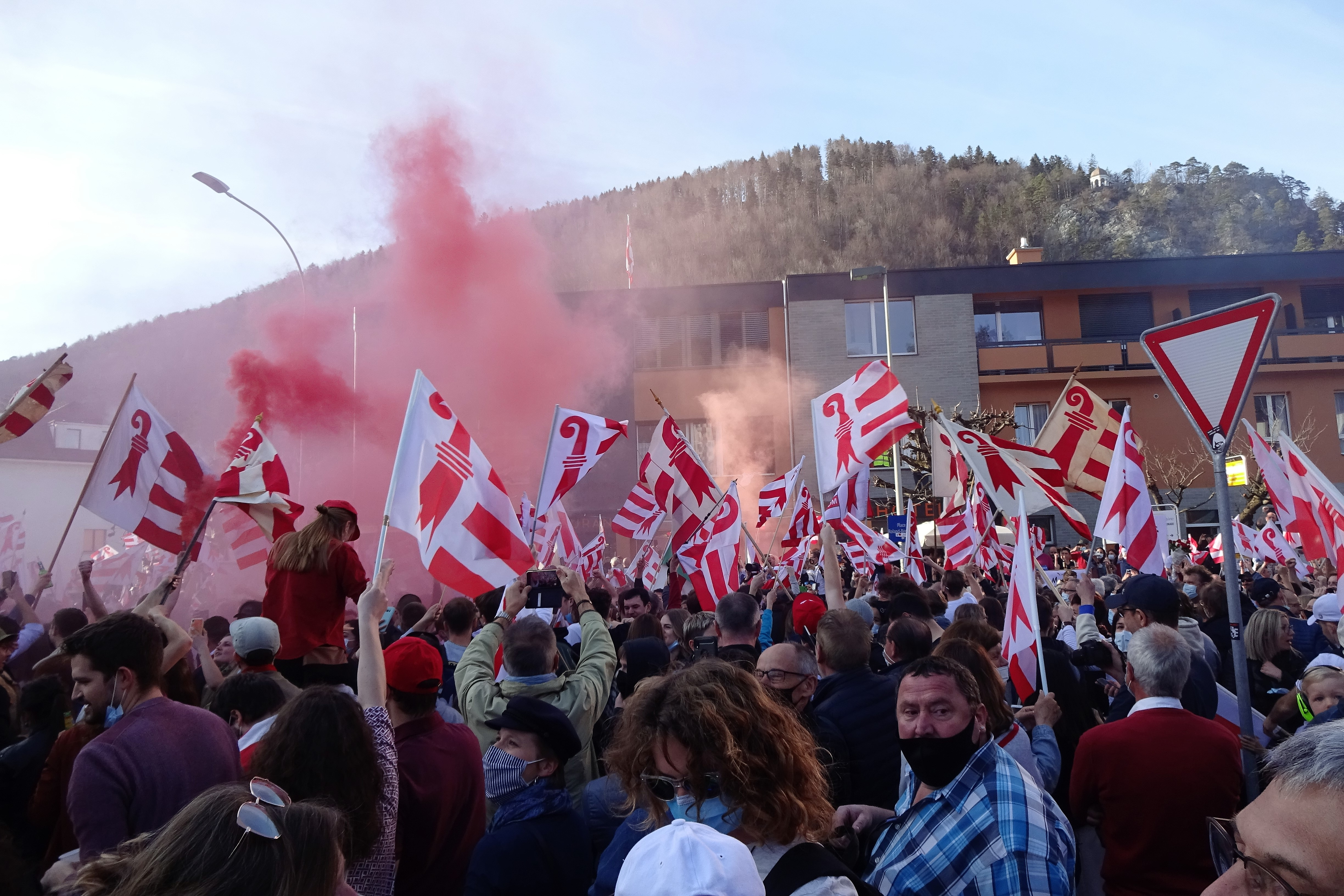
Separatisté 28. března 2021 oslavují rozhodnutí referenda o změně na kanton Jura na náměstí Rolanda Béguelina před radnicí v Moutieru

Hnutí Mouvement autonomiste jurassien se rozhodlo nepodat proti rozsudku odvolání ke Spolkovému nejvyššímu soudu. Tento krok otevřel cestu k dalším jednáním mezi kantonální exekutivou a spolkovou vládou. Ty se v zásadě dohodly na opakování hlasování, vedení volebních seznamů pro lepší přehled v elektronické podobě a ponechání výhradní pravomoci nad volebními místnostmi Spolkovému ministerstvu spravedlnosti. Opakované hlasování se uskutečnilo 28. března 2021. Voliči v Moutieru se překvapivě jednoznačně vyslovili pro změnu kantonu; při volební účasti 88,4 % se podíl hlasů „ano“ zvýšil na 54,9 %. Několik tisíc lidí oslavilo výsledek na náměstí před nádražím, ačkoli kvůli pandemii covidu-19 byla shromáždění zakázaná. V srpnu 2022 se jedenáct obyvatel Moutieru proti výsledku odvolalo. Argumentovali tím, že kanton Jura poskytl záruky ohledně budoucnosti nemocnice, které prý nyní není ochoten dodržet. O dva měsíce později prohlásila okresní guvernérka odvolání za nepřípustné.
Dne 24. listopadu 2023 podepsali bernský kantonální ministr Pierre Alain Schnegg a jeho protějšek z Jury Nathalie Barthoulotová takzvaný Moutierský konkordát, dohodu o změně kantonu pro Moutier. Oba kantonální parlamenty schválily konkordát jasnou většinou dne 6. března 2024. Voliči v obou kantonech konkordát v referendu 22. září 2024 jednoznačně schválili. V kantonu Bern hlasovalo pro souhlas 83,2 %, v kantonu Jura pak 72,9 % voličů. Zbývá tak jen, aby Spolkové shromáždění schválilo převod Moutieru do kantonu Jura k 1. lednu 2026.

### Výhled

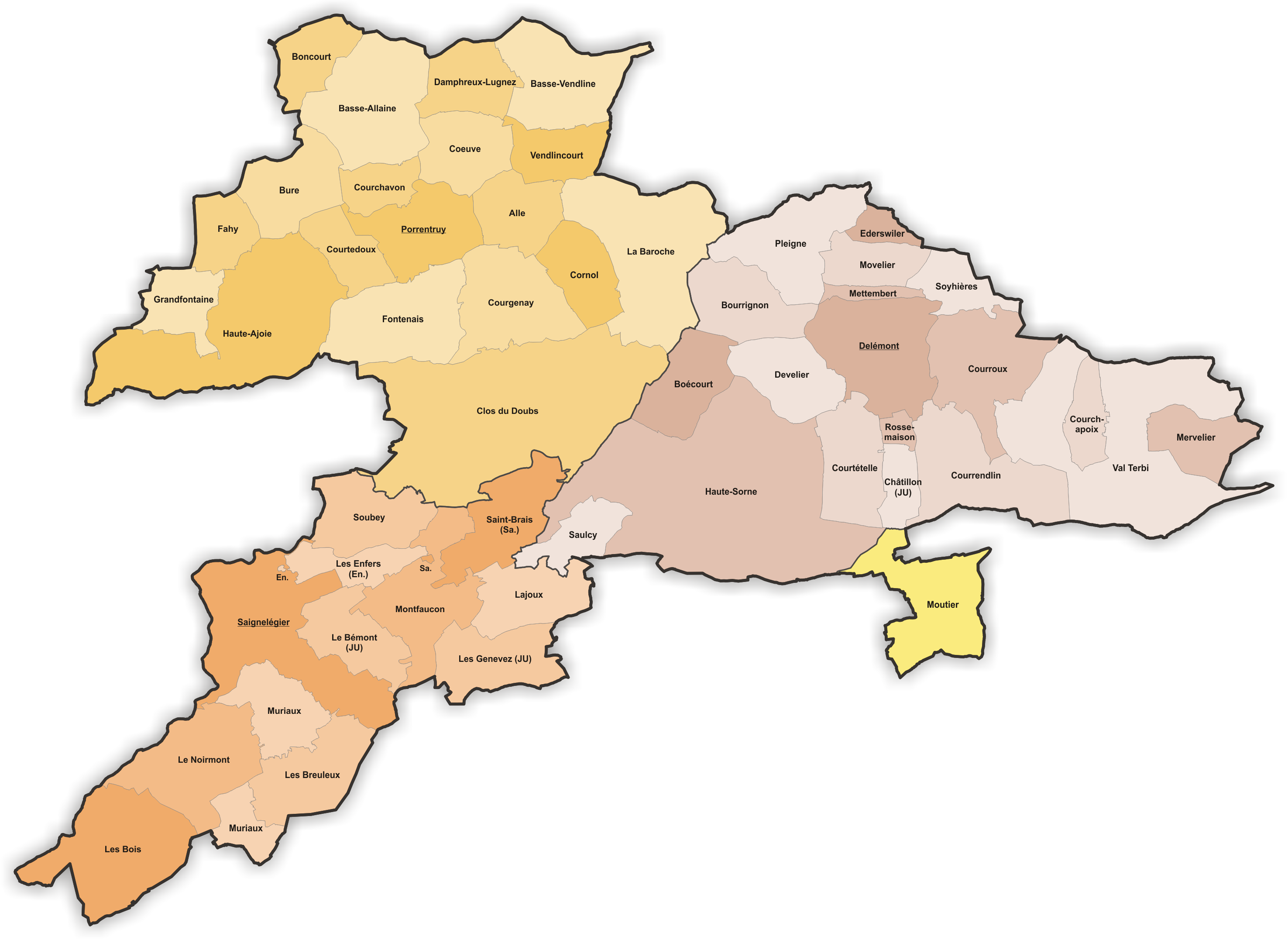
Kanton Jura od roku 2026

Již před posledním hlasováním začal kanton Bern postupně stěhovat do Tavannes a Reconvilier několik oddělení správy okresu Bernský Jura, která byla dříve soustředěna v Moutier. Kanton Jura na oplátku souhlasil s přemístěním několika oddělení kantonální správy včetně daňové správy z Delémontu do Moutieru. V kantonu Jura by měl Moutier tvořit vlastní okres a volební obvod.
Kantonální i spolkové orgány považují otázku Jury za vyřešenou. Separatisté jsou opačného názoru a poukazují zejména na velmi těsný výsledek v Belprahonu. Odpůrci separatismu se naopak obávají, že Bernský Jura ztrátou své zdaleka nejlidnatější obce ztratí značnou část svého významu a že by mohl být ohrožen zvláštní status se zaručenými místy v kantonální vládě a Velké radě.